# バスターミナル
バスターミナル（英語: bus terminal）とは、バス停留所のうち大規模なもので、複数のバス路線の発着点・結節点として設置されている施設である。

## 概要
バスターミナルの性格や形状は各国の交通事情により、また同一国内でも都市・地域により違いが大きい。国や都市により、あるいはバス会社により、近距離・市内バス（一般路線バス）と中長距離バス（高速バス）が、同じバスターミナルに乗り入れる場合と、それぞれ専用のバスターミナルが設置される場合がある。
中・長距離の移動で鉄道が中心の国では、近距離路線を結節させるため、鉄道駅付近または直結してバスターミナルを設置することがある。一方、中・長距離の移動でバス交通が中心の国や地域では、都市にあるバスターミナルが中・長距離バス路線の発着場所として設けられ交通の拠点となっており、鉄道中心の国における鉄道ターミナル駅と同じく「都市の玄関口」としての性格が強い。
バスターミナル内の各乗り場は、特定の路線に固定して割り当てられることもあれば、乗客への情報を提供するシステムを整備した上で、乗り場と路線を固定しないこともある。後者の方式は乗り場のプラットホームを少なくできるが、乗客は前もって乗り場を確認しておく必要が生じる。

### 施設の名称

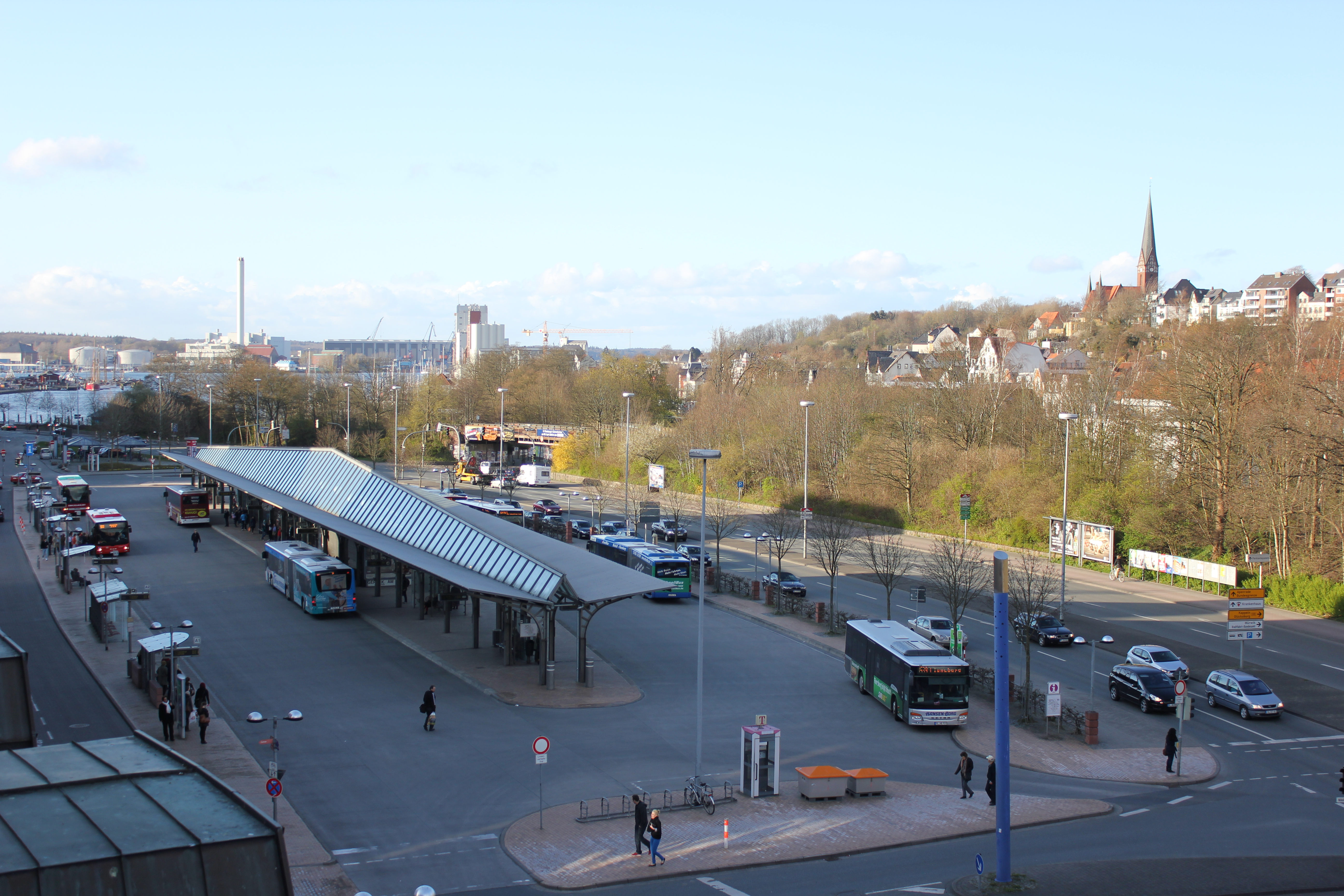
ドイツ・フレンスブルクのセントラル・バス・ステーション。1931年開業で、同国初のセントラル・バス・ステーションである。

バスターミナルの名称の由来は、英語の terminal という語が「終着点」を意味するため、バスの終着点・結節点という意味でこう呼ばれる。
イギリス英語では「coach station」、アメリカ英語では「bus terminal」あるいは「bus terminus」「bus station」などの表現が用いられる。アメリカの公営バス事業者は、地域バスの発着場に「transit center」という名称を与えることが多い。アメリカでは terminal の語が人生の終点を連想させるとして（ターミナルケアなど）、bus terminal という名称を用いない地域もある。
スペインでは「バスの駅」を意味するスペイン語「estación de autobuses（エスタシオン・デ・アウトブーセス）」と呼ぶ。ブラジルではポルトガル語で「Rodoviária（ホドビアリア）」と呼ぶ。インドでは「bus stand」と呼ばれることもある。
なお、日本のバスターミナルには「○○バスセンター」と名乗る施設が数多く存在するが、「バスセンター (bus center) 」は和製英語であり、英語圏では通じない。
日本の旧日本国有鉄道自動車路線（国鉄バス）の場合には、路線バス専用線ないしはそれに類する道路上にあるバスターミナルを「自動車駅」と称し、連絡運輸との兼ね合いで鉄道駅と同等に扱う場合もあることから「○○バスターミナル駅」と称したものも一部にある。国鉄分割民営化後も「駅」と称するJRバスターミナルの沿革を見ると、かつて鉄道駅または駅予定地であったものもみられる。

### バスステーション
「bus station（バスステーション）」は、地域路線バスや都市間バスが乗客の乗降を扱うための施設で、バス停留所より大規模な施設であり、多くの場合、各路線の始発・終点や乗り継ぎ拠点として使用される。
世界で最大のバスステーションは、イスラエルのテルアビブにあるテルアビブ・セントラル・バスステーションで、1993年に開設された。敷地面積は4万平方メートル、全てのフロアの面積を合計すると23万平方メートルに及ぶ。ただしこのバスステーションは、住宅地の中にあるという立地条件から失敗とみなされていた。
ヨーロッパで最大の地下バスステーションは、2006年に開設された、フィンランドのヘルシンキにあるカンピセンター (Kamppi Center) で、これはバスターミナルを含む複合施設である。設計・建設には1億ユーロの費用と3年の期間を要した。2万5千平方メートルの広さを持つこのバスセンターは、フィンランドで最も利用者数の多いバスセンターとなっており、1日に700本程度のバスが発着し、およそ17万人の利用者を捌いている。

## 日本のバスターミナル
日本の自動車ターミナル法では、「旅客の乗降のため、バス事業用の自動車を同時に2両以上停留させることを目的とした施設であって、乗合バス事業者が自ら使用することを目的として設置したバスターミナルを専用バスターミナルといい、それ以外のものを一般バスターミナルという」と規定されている。

### 概要と特徴
日本にあるバスターミナルは、違いが非常に大きく、その設備に関しては一概では言えない。鉄道の駅や、空港・港・バスの車庫を起点にして路線バス網を形成している場合が多いため、これらの近くに設ける場合が近・中距離路線に多い。また、都市計画等により一地域で分散しているバス停を一箇所に整理した事例の他、バス会社が中心街や観光地に設置している事例もある。
基本的には鉄道中心の国ではあるが、高速道路網の発達と、精力的にバス事業を拡大・発展させてきたバス会社が幾つも存在することから、鉄道（鉄道駅）に取って代わるほどの利用客があったり、都市玄関口としての性格が強い中・長距離バスターミナルが存在する都市（熊本、福岡、広島、札幌、北海道の諸都市など）もある。また、本州でもバスが鉄道並みに交通の中心的な役割を果たす都市では概ね近・中距離バスが発達しているが、中・長距離利用にあわせて鉄道（駅）と結節させることが多いため、鉄道駅に設置され、独立した施設を持たない事例も少なくない（宇都宮、水戸、仙台など）。
例外的ではあるが、高速路線バスのバス停について、他の路線バスが発着し、かつ高速バスと路線バスが連携している場合、この停留所自体をこう呼ぶ場合がある。また、利便性を高めるために路線バス会社や地方公共団体などがこの近くに営業所や案内所を設けている場合が多い。
沖縄本島は第二次世界大戦後、長らくバスのみの地域であり、本州・九州などとは事情が異なる。那覇市には那覇バスターミナルが設置され、島内諸都市からの玄関口として、本州における鉄道駅のように機能してきた。那覇には現在沖縄都市モノレールが存在するが、同市内と浦添市の一部を通るのみなので、市外方面に関して基本的に変わっていない。
バスターミナルの形状としては、それ自体が建物になっているもの（熊本の熊本桜町バスターミナルや福岡の西鉄天神高速バスターミナル、広島の広島バスセンター、名古屋の名鉄バスセンター、北海道中央バス札幌ターミナル）や、単に広場状で旅客部分にのみ屋根がついているもの（鉄道駅バスターミナルに多い）などさまざまである。
仙台では、広場上で旅客部分にのみ屋根が付いているものを「バスプール」と称し、「バスターミナル」を称する停留所は旭ヶ丘バスターミナルなど一部に限られる。
また大規模なバスターミナルの場合、バース間の移動通路を兼ねた地下街を持つ場合も少なくない。
近年では八戸の様に自治体主導で市街地のエリアそのものをターミナルと位置付け、「青空ターミナル」と称する事例もある。

### 日本における沿革
1949年12月6日、岡山県岡山市に「セントラル・バス・ステーション」（現在の「天満屋バスステーション」）が開業した。次いで1950年代には、1951年2月1日、新潟県新潟市に「新潟交通バスステーションビル」（通称「バスビル」。後に移転して現在の万代シテイバスセンターとなる）が開業。この頃は百貨店などの商業施設がターミナルデパートとなるために、商業施設に隣接または一体化したバスターミナルが地方各所に見られ、1954年4月に大分トキハ1階、1954年7月1日に鹿児島の山形屋バスセンター、1957年7月29日には広島県広島市に広島そごうと一体化した「広島バスセンター」が開業した。
1959年4月15日には「自動車ターミナル法」が施行された。1959年2月1日現在では、全国で822のバスターミナルがあり、このうち一社専用のものが721あった。1952年2月1日現在で現存した主要都心バスターミナルとして、以下の9か所が挙げられている。
- 岡山市天満屋バスステーション（1949年12月完成）
- 呉市交通局バスステーション（1951年完成）
- 新潟バスステーション（1951年2月完成）
- 大阪市内本町バスセンター（1953年8月完成）
- 大阪市内本町サブセンター（1953年完成）
- 岩国市交通局錦帯橋営業所（1956年6月完成）
- 広島バスセンター（1957年7月完成）
- 札幌駅バスホーム（1958年7月完成）
- 青森市松木屋バスセンター（1958年10月完成）
- 札幌駅前ターミナル（1958年12月完成）

2006年4月30日現在、日本国内の専用バスターミナルは175箇所、一般バスターミナルは24箇所あり、そのうち11以上のバースを持つ大規模なものは専用が9箇所、一般が10箇所であった。

### バスの駅
バスの駅（バスのえき）とは、鉄道駅に代わる地域の交通の結節点として、高速バスを中心とした交通ネットワークの結節点としての役目を果たすべく、建設省が1999年に整備の方針を打ち出し、国土交通省が整備を進めているバスターミナル施設である。
高速バスのバスストップを中心として商業施設や公共施設を周辺に統合することにより、地域の新しい中心にするというもので、パークアンドライドの機能を持たせた上で、市街地から外れた場所に施設を設置することにより市街地への自家用車の流入を減少させ、市街地道路の混雑緩和を図る目的も含まれている。
設備の概要としては、概ねバス3台分以上の乗降スペースを設置し、駐車場・駐輪場・公衆便所・案内標識などを国土交通省が整備し、待合室・公共施設・商業施設を地方自治体や民間企業が整備するというものである。計画では日本全国で50箇所程度を想定し、2003年には徳島県で徳島とくとくターミナル、2006年には熊本県で山鹿バスの駅が整備された。

### バスタプロジェクト
バスタプロジェクトとは、道路管理者が主体となり、鉄道駅・バスターミナル・タクシー乗り場などを集約し、官民が連携して交通結節点を整備するプロジェクトである。国土交通省が「バスタプロジェクト推進検討会」で「交通拠点の機能強化に関する計画ガイドライン」を策定し、バスタ新宿をモデルに全国展開を開始した。
立体道路制度の活用、MaaS・スマートシティとの連携、他の交通拠点との連携、新たなモビリティとの連携などの未来志向の取組や、防災拠点・観光拠点としての機能強化を行った都市再開発を進めるとしている。
このための法整備として、2020年度（令和2年度）の道路法改正で、道路の付属物として設けるバスターミナルである特定車両停留施設の規定が設けられた。これは特定の種類の事業用自動車（すなわちバスターミナルにおいてはバス）だけを駐停車することのできる施設の規定を追加するものである。現状、国土交通省が推進する事業であり、事業主体は道路管理者となるため、以下のプロジェクトは全て直轄国道の一部となっている。
| 交通拠点             | 名称       | 事業名                             | 事業主体                           | 道路     | 事業段階 | 進捗                                                               |
| -------------------- | ---------- | ---------------------------------- | ---------------------------------- | -------- | -------- | ------------------------------------------------------------------ |
| 新宿駅               | バスタ新宿 | 新宿駅南口地区基盤整備事業         | 関東地方整備局東京国道事務所       | 国道20号 | 供用中   | 2016年（平成28年）4月に開業した。                                  |
| 品川駅               | 未定       | 品川駅西口基盤整備事業             | 関東地方整備局東京国道事務所       | 国道15号 | 事業中   | 2019年（平成31年）4月に事業化された。                              |
| 新潟駅               | 未定       | 新潟駅交通ターミナル整備事業       | 北陸地方整備局新潟国道事務所       | 国道7号  | 事業中   | 2020年（令和2年）4月に事業化された。                               |
| 三ノ宮駅・三宮駅     | 未定       | 神戸三宮駅交通ターミナル整備事業   | 近畿地方整備局兵庫国道事務所       | 国道2号  | 事業中   | 2020年4月に事業化された。                                          |
| 追浜駅               | 未定       | 追浜駅交通ターミナル整備事業       | 関東地方整備局横浜国道事務所       | 国道16号 | 事業中   | 2021年（令和3年）4月に事業化された。                               |
| 近鉄四日市駅         | 未定       | 近鉄四日市駅バスターミナル整備事業 | 中部地方整備局三重河川国道事務所   | 国道1号  | 事業中   | 2021年4月に事業化された。                                          |
| 呉駅                 | 未定       | 呉駅交通ターミナル整備事業         | 中国地方整備局広島国道事務所       | 国道31号 | 事業中   | 2021年4月に事業化された。                                          |
| 札幌駅               | 未定       | 札幌駅交通ターミナル整備事業       | 北海道開発局札幌開発建設部         | 国道5号  | 事業中   | 2023年（令和5年）3月に事業化された。                               |
| 大宮駅               | 未定       | 大宮駅西口交通結節点事業           | 関東地方整備局大宮国道事務所       |          | 計画中   | 2021年4月に事業計画の検討が始まった。                              |
| 長崎駅               | 未定       | 長崎駅前交通拠点整備事業           | 九州地方整備局長崎河川国道事務所   |          | 計画中   | 2024年 (令和6年) 7月に事業計画の検討が始まった。                   |
| 松山駅               | 未定       | 未定                               | 四国地方整備局松山河川国道事務所   |          | 構想中   | 2022年（令和4年）5月に事業化の検討が始まった。                     |
| 名護漁港             | 未定       | 未定                               | 内閣府沖縄総合事務局北部国道事務所 |          | 構想中   | 2024年7月に事業化の検討が始まった。沖縄鉄軌道の終着駅の案がある。  |
| 沖縄市胡屋・中央地区 | 未定       | 未定                               | 内閣府沖縄総合事務局南部国道事務所 |          | 構想中   | 2024年10月に事業化の検討が始まった。コザ・ミュージックタウン付近。 |

先行事例
ガイドラインにある先行事例としてはバスタ新宿の他、
- 福井駅西口駅前広場
鉄道駅を中心とした地域の交通拠点
- 高速基山バス停
サービスエリア,パーキングエリア併設型
- 高速長岡京バス停
高速バス停型
- 水郷潮来バスターミナル
インターチェンジ直結型
- 道の駅さんさん南三陸・志津川駅
地域の拠点型
- 田名バスターミナル
独立ターミナル型
- 盛岡市のハイグレードバス停(オムニバスタウン#岩手県盛岡市を参照)
地域のバス停型

が挙げられている。
「バスタプロジェクトマップ」掲載地域
2024年（令和6年）4月時点で、下記の交通拠点も「バスタプロジェクトマップ」に載っており、必要性の調査が行われている。
- 仙台駅
- 潮来インターチェンジ
- 富浦インターチェンジ
- 渋谷駅
- 八王子駅
- 横浜青葉インターチェンジ
- 静岡駅
- 津駅
- 西鉄久留米駅
- びわこ文化公園都市周辺

## 日本のバスターミナル一覧
以下、日本における代表的なバスターミナルを列挙する。
自動車ターミナル法で規定する一般バスターミナル については、☆印を付している。

### 北海道

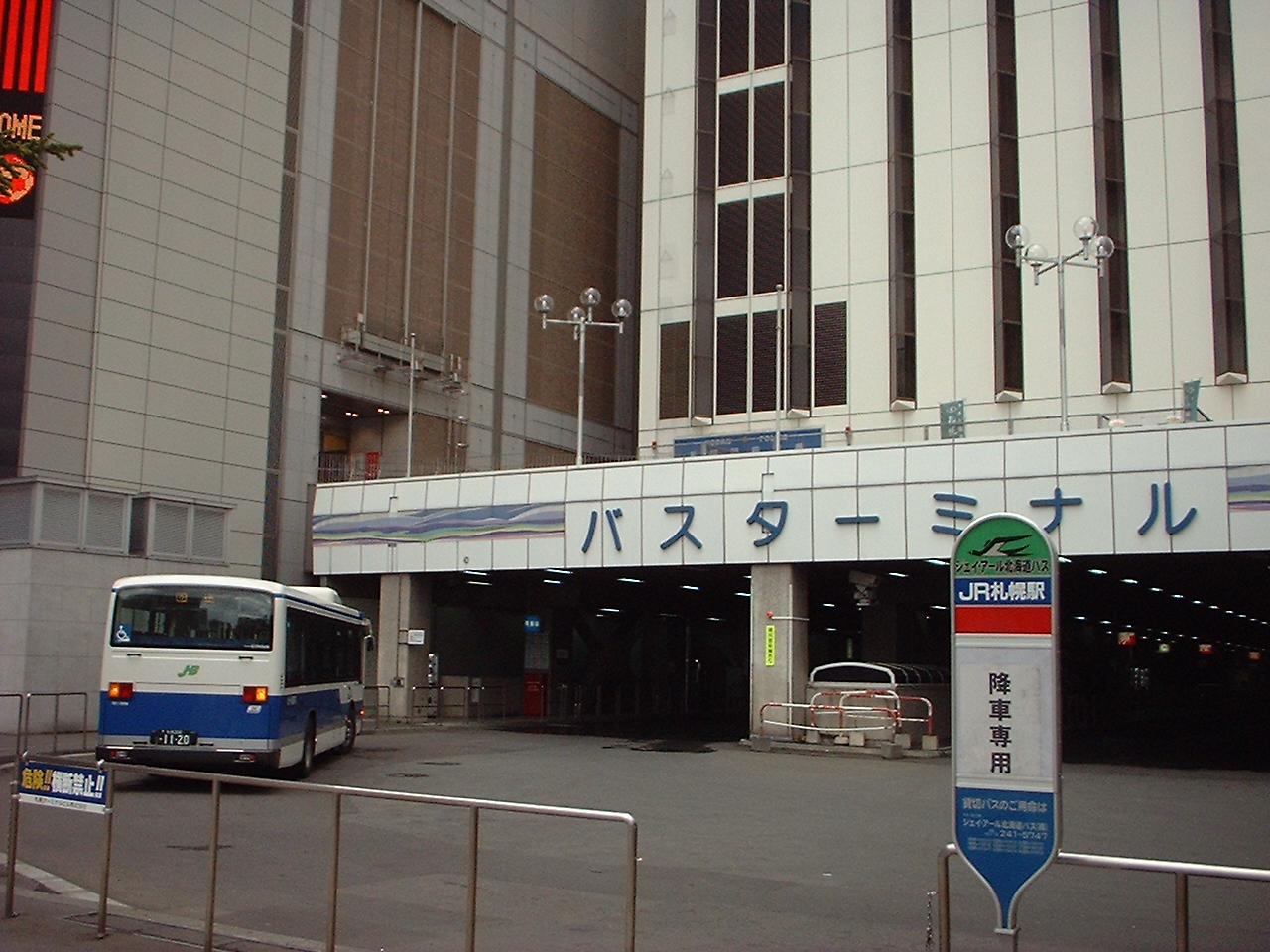
札幌駅バスターミナル

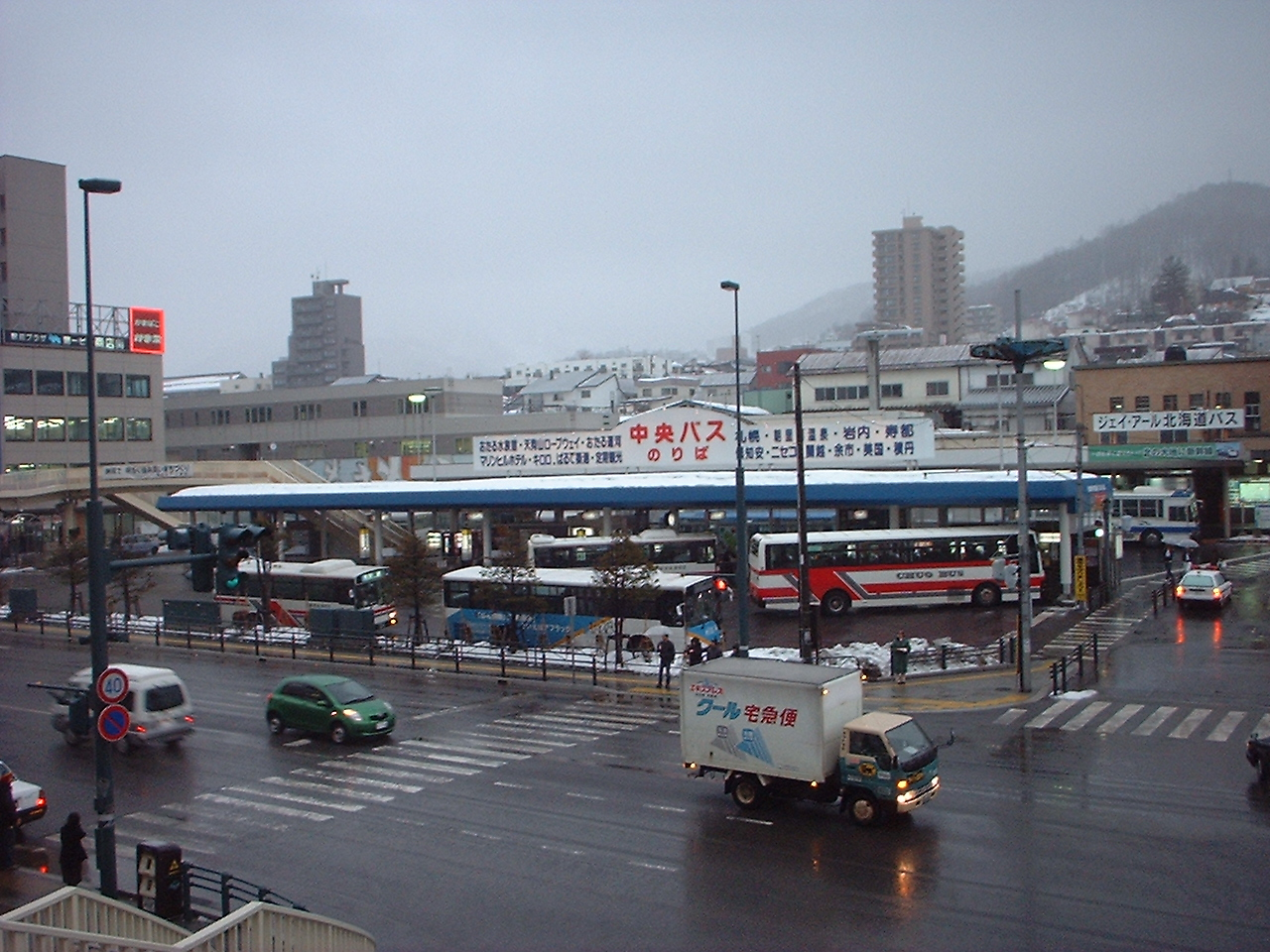
北海道中央バス小樽ターミナル

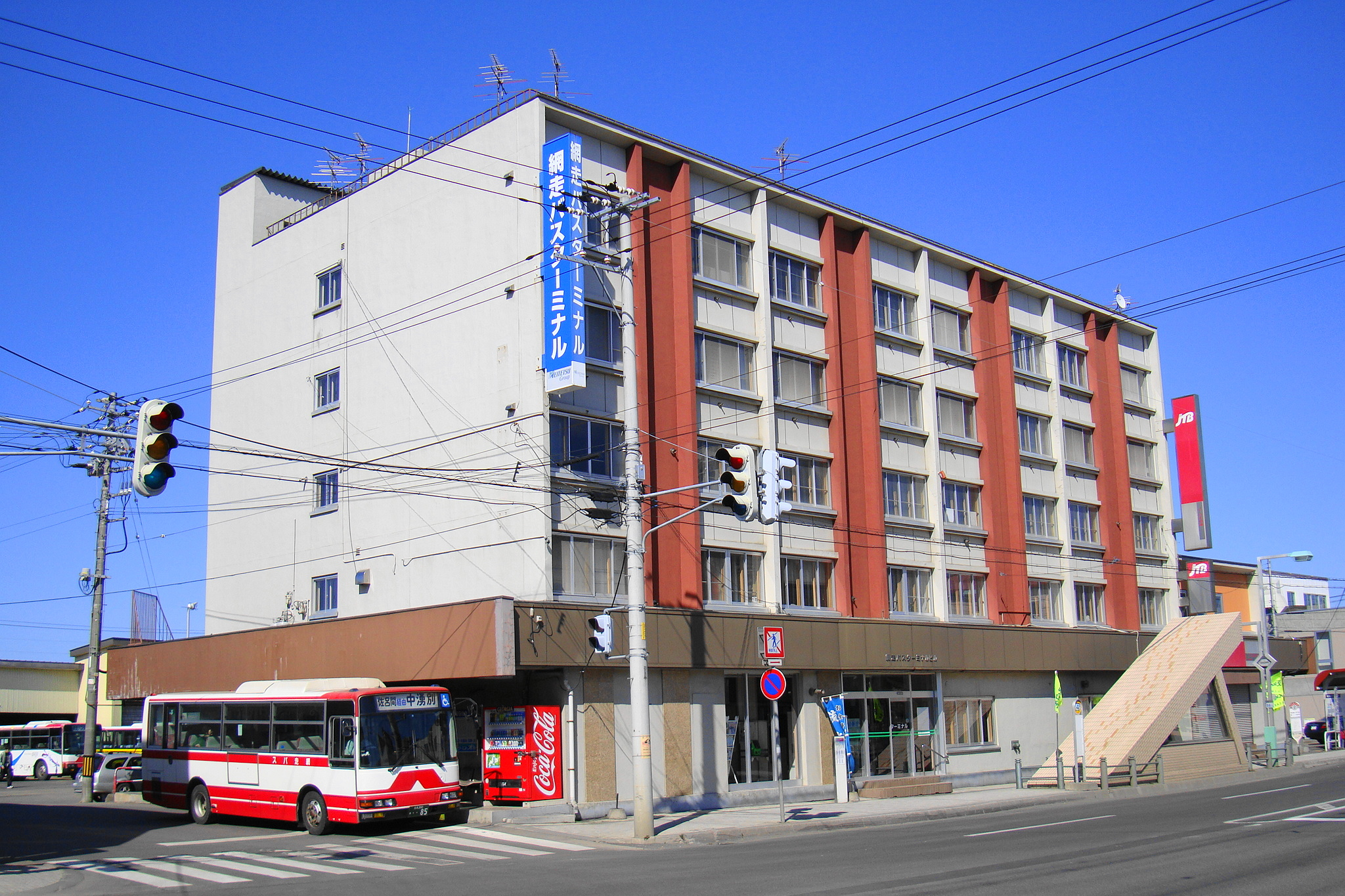
網走バスターミナル

#### 道央
- 札幌駅バスターミナル☆
- 大谷地バスターミナル☆
- 新札幌バスターミナル☆
- 白石バスターミナル
- 福住バスターミナル☆
- 宮の沢バスターミナル☆
- 麻生バスターミナル
- 大通バスセンター
- 札幌ターミナル（北海道中央バス）
- 小樽ターミナル（北海道中央バス）
- 岩内バスターミナル
- 千歳駅前ターミナル
- 東町ターミナル（道南バス）
- 岩見沢ターミナル（北海道中央バス）
- 夕鉄本社バスターミナル（夕張鉄道）
- 滝川ターミナル（北海道中央バス）
- 旭川ターミナル（北海道中央バス、現在は廃止）

#### 道南
- 函館駅前バスターミナル
- 美原地区路線バス乗降場 - 停留場名は「亀田支所前」

#### 道北
- 稚内駅前バスターミナル（宗谷バス）
- 留萌ターミナル（北海道中央バス）
- 羽幌ターミナル（沿岸バス）
- 増毛ターミナル（沿岸バス、2017年廃止）

#### 道東
- 帯広駅バスターミナル
- 釧路駅前バスターミナル

#### オホーツク
- 紋別バスターミナル
- 北見バスターミナル（北海道北見バス）
- 網走バスターミナル（網走バス）
- 斜里バスターミナル（斜里バス）
- ウトロターミナル（斜里バス）

### 東北地方
青森県
- 弘前バスターミナル（弘南バス）
- 五所川原ターミナル（弘南バス）
- 十和田湖駅（JRバス東北）
  - 十和田湖バスターミナル（廃止）☆
- むつバスターミナル（下北交通）
- 八戸ラピアバスターミナル（南部バス）

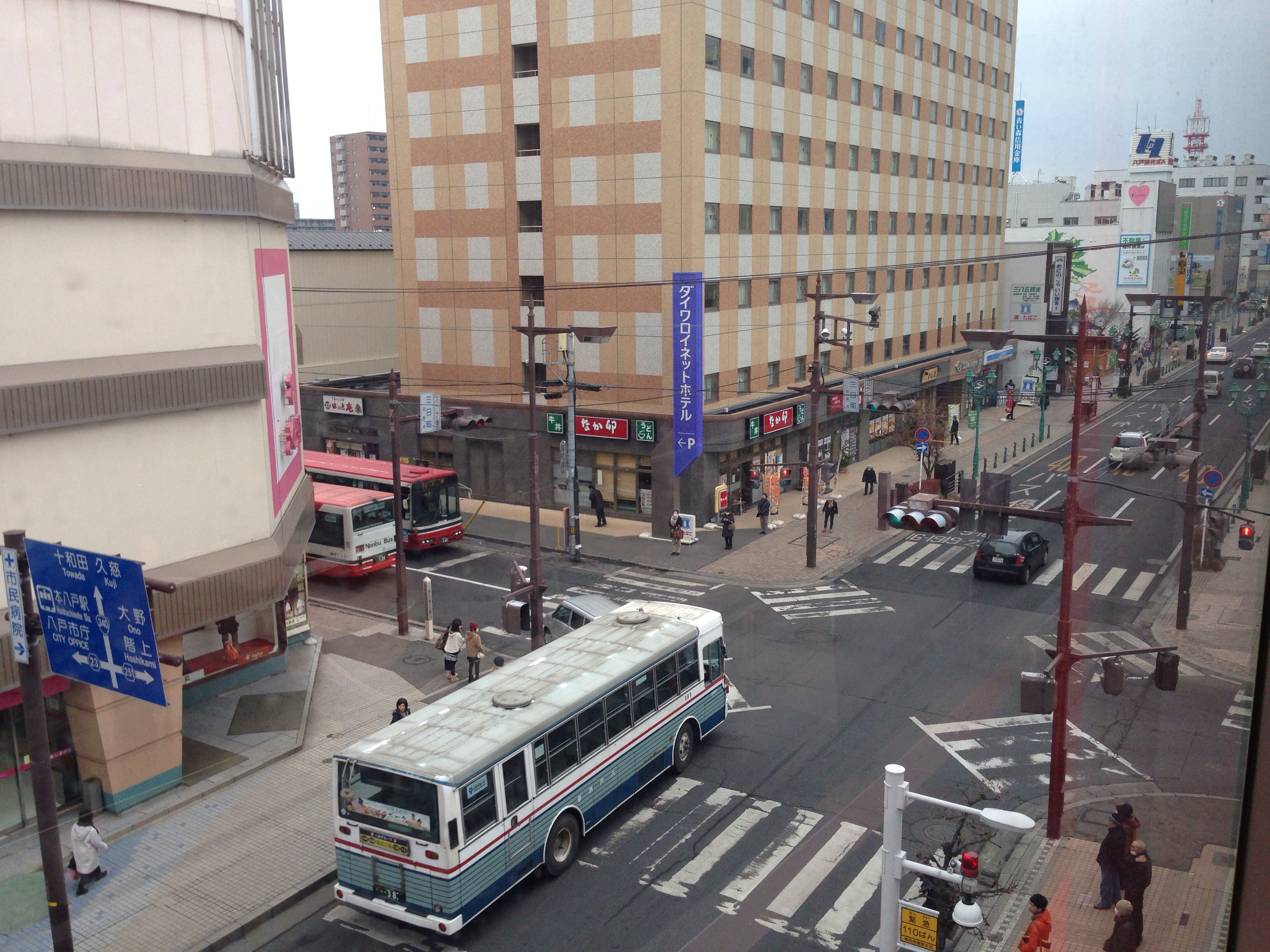
八戸中心街ターミナル内に位置する三日町交差点（2014年12月）

- 八戸中心街ターミナル（八戸市営バス・十鉄バス・岩手県北バス・国際興業バス）

岩手県
- 盛岡駅バスターミナル（盛岡駅東口）
- 盛岡バスセンター（自動車ターミナル法適用の全国第1号施設、2016年に廃止後2022年に新バスセンターに建て替え）☆
- 陸前高田駅

秋田県

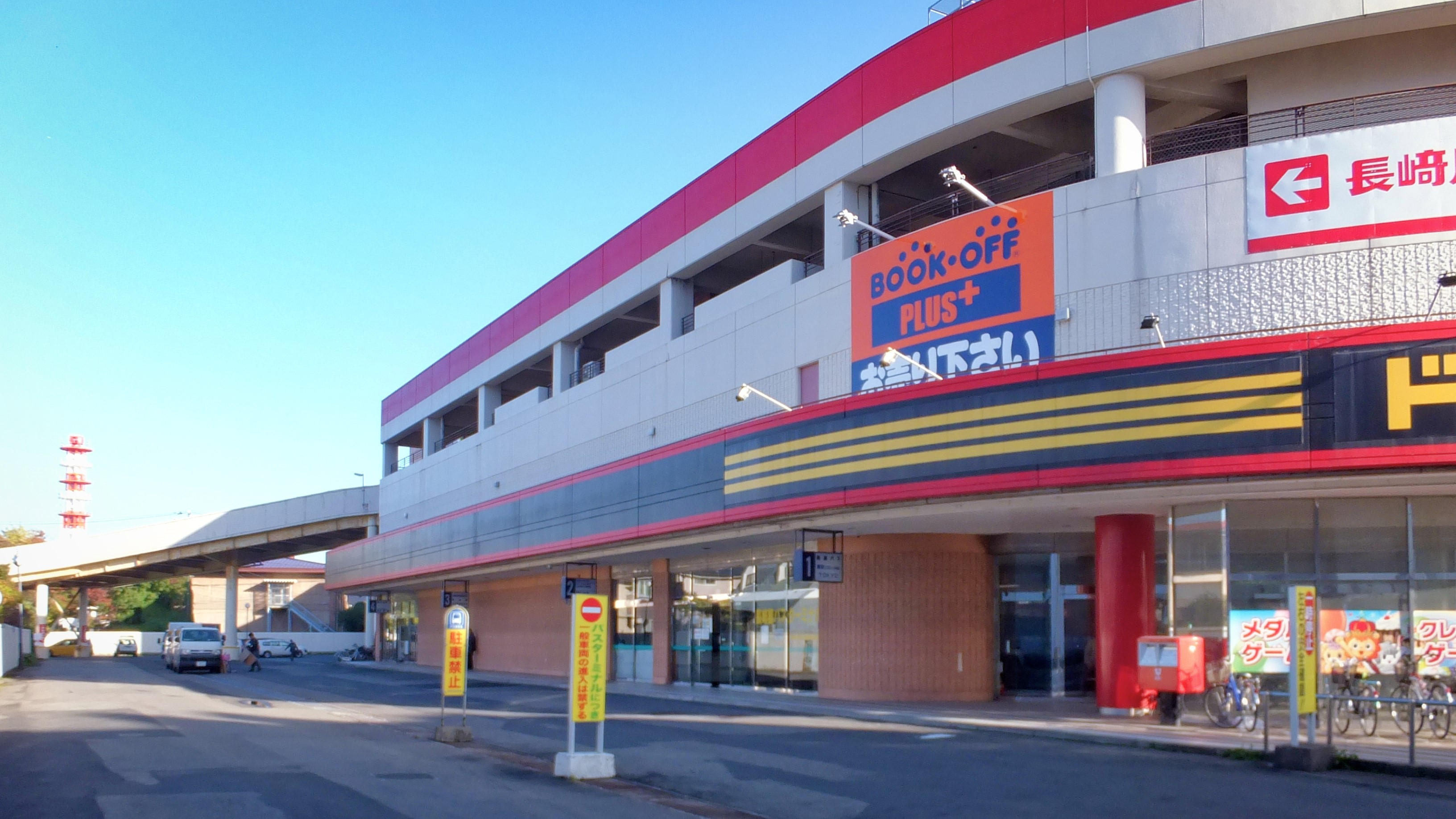
長崎屋バスターミナル（2016年10月）

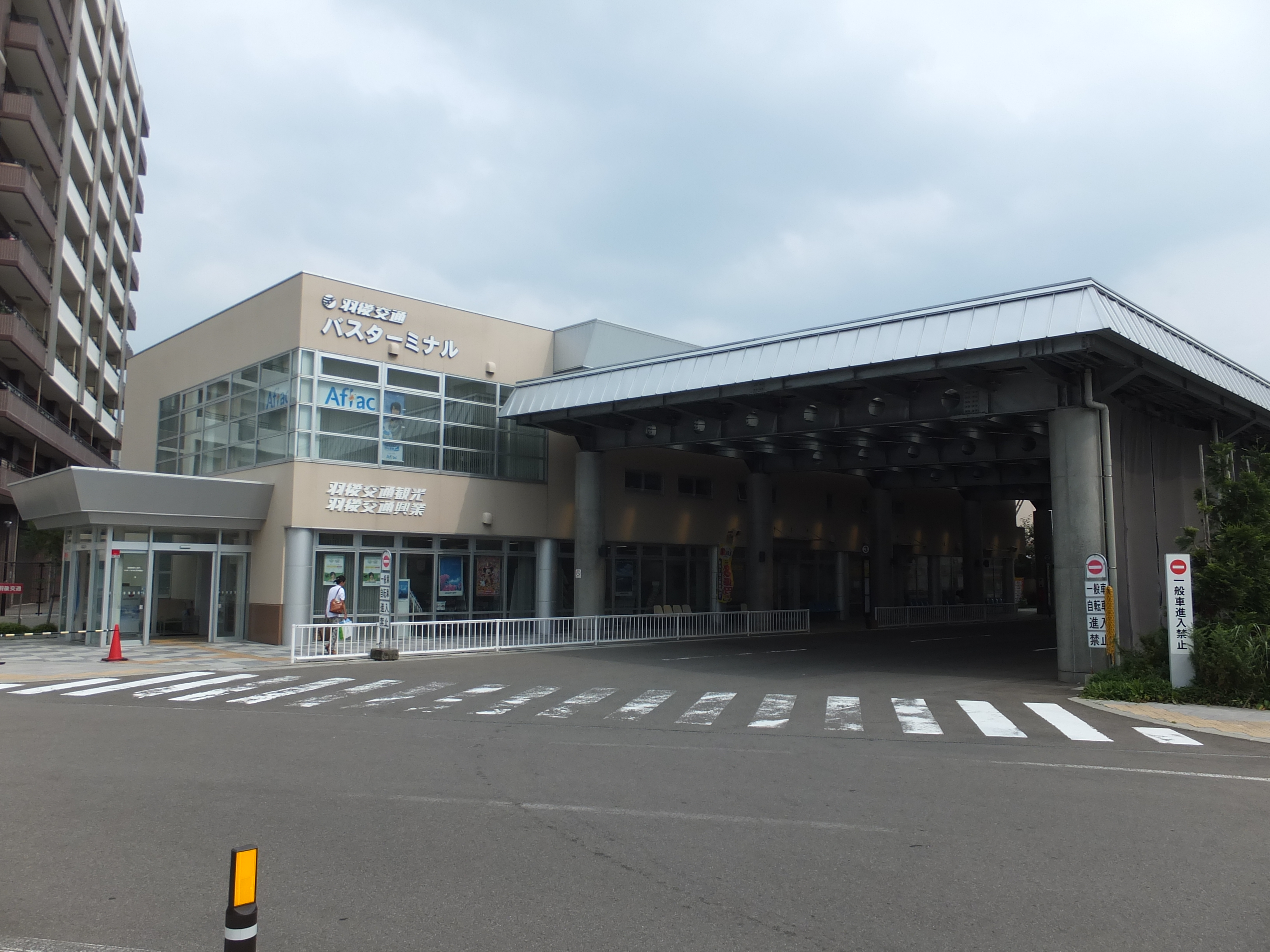
横手バスターミナル（2013年8月）

- 秋田駅のバス乗り場（秋田市、秋田中央交通・羽後交通・秋北バス・宮城交通・ジェイアールバス東北・小田急ハイウェイバス）
  - 秋田駅前バスターミナル
  - 買物広場バスターミナル
  - 秋田駅東口バスターミナル
- 長崎屋バスターミナル（秋田市、秋田中央交通・羽後交通・小田急ハイウェイバス）
- 西部サービスセンターバスターミナル（秋田市、秋田中央交通・秋田中央トランスポート）
- 北部サービスセンターバスターミナル（秋田市、秋田中央交通・キングタクシー）
- 秋田厚生医療センターバスプール（秋田市、秋田中央交通・キングタクシー）
- イオンモール秋田バスプール（秋田市、秋田中央交通・高尾ハイヤー）
- 能代バスステーション（能代市、秋北バス・秋田中央交通）
- 大曲バスターミナル（大仙市、羽後交通・江ノ電バス）
- 横手バスターミナル（横手市、羽後交通・江ノ電バス）
- 五城目バスターミナル（南秋田郡五城目町、秋田中央交通・秋田中央トランスポート）
- 男鹿みなと市民病院前バスプール（男鹿市・秋田中央トランスポート）

宮城県
- 仙台駅前バスプール

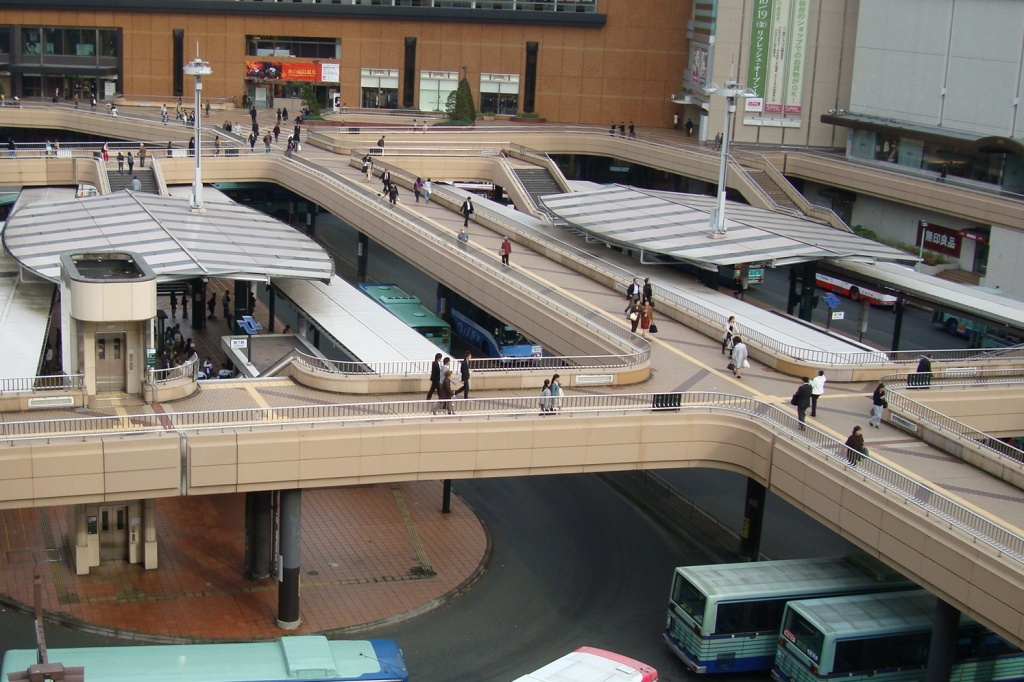
仙台駅前バスプール

- 旭ヶ丘バスターミナル（仙台市地下鉄旭ヶ丘駅地上階、仙台市営バス・宮城交通）
- 大和町バスターミナル（黒川郡大和町、ミヤコーバス及び近隣自治体委託バス）

山形県
- 山交ビルバスターミナル（山形市、山交バス）
- 庄交バスターミナル（酒田市、庄内交通）
- 庄交モールバスセンター（鶴岡市、庄内交通）

福島県
- 相馬バスターミナル（福島交通相馬営業所内）

### 関東地方

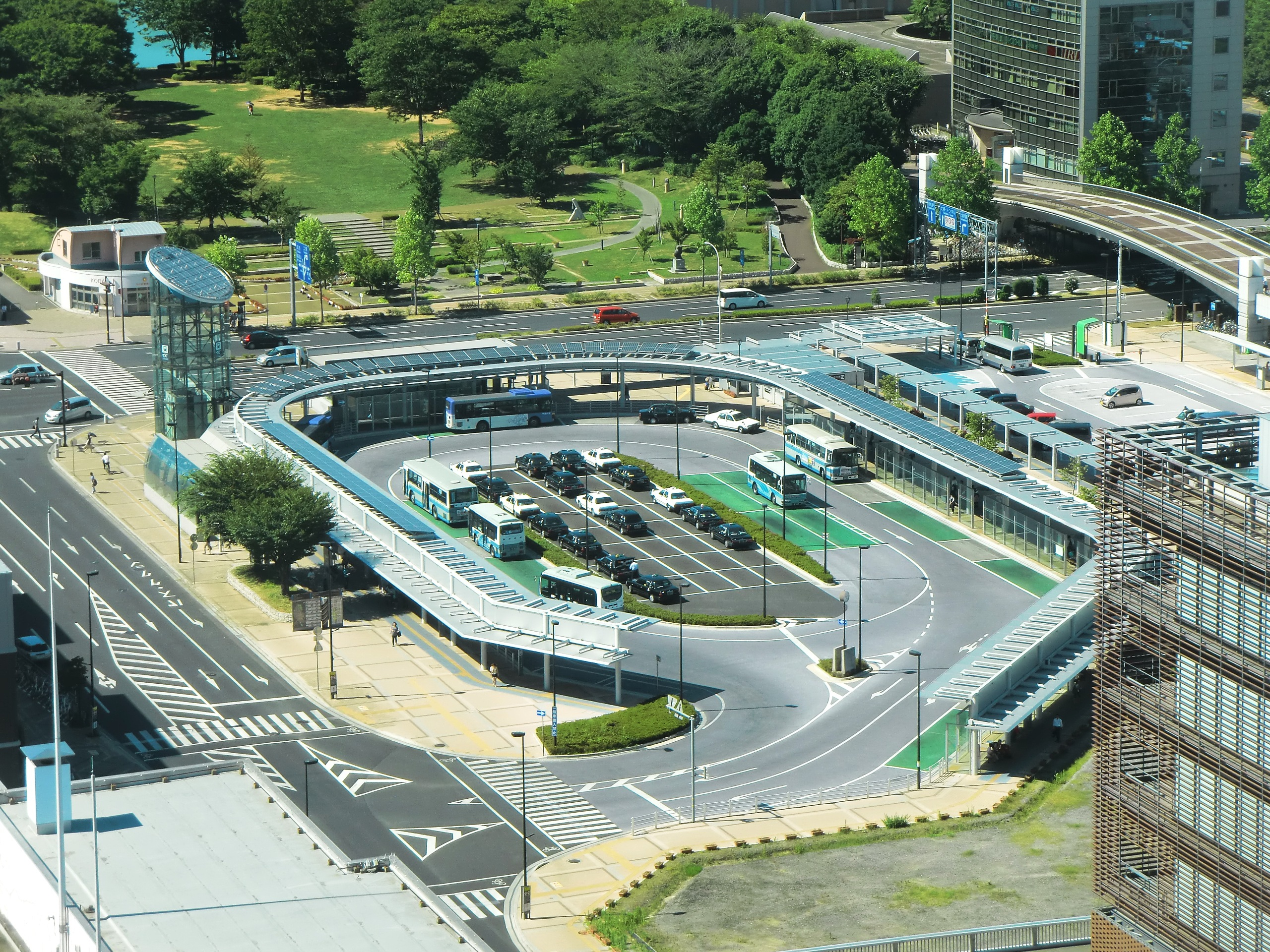
つくばセンター

茨城県
- 県庁バスターミナル（茨城県庁付近）
- つくばセンター
- 森の里・バスターミナル公園（関東鉄道）
- 岩井バスターミナル
- 江戸崎駅（JRバス関東）
- 水郷潮来バスターミナル
- 鹿島セントラルホテルバスターミナル
- 鹿島バスターミナル（関東鉄道、廃止）

栃木県
- 塩原温泉駅（JRバス関東）
- 中禅寺温泉駅（東武バス日光）
- 宇都宮駅のバス乗り場
- 芳賀工業団地トランジットセンター
かつて近隣に存在した芳賀バスターミナルが移転する形で整備された。
- 清原地区市民センター前トランジットセンター
- 宇都宮大学陽東キャンパストランジットセンター
- 佐野新都市バスターミナル

群馬県
- BUSターミナルおおた
- ららん藤岡バスターミナル
- 草津温泉バスターミナル☆

埼玉県
- さいたま新都心バスターミナル[35]
- 松伏バスターミナル
- 久喜市菖蒲バスターミナル[36]

千葉県
- 千葉駅のバス乗り場
- JR船橋駅北口バスターミナル
- 市原バスターミナル
- 市原鶴舞バスターミナル
- 木更津金田バスターミナル
- 袖ヶ浦バスターミナル
- 君津バスターミナル
- 東京ディズニーリゾートのバス乗り場
  - 東京ディズニーランド
  - 東京ディズニーシー
- イオンモール幕張新都心バスターミナル
- 成田国際空港（第1・2・3ターミナル）
- 多古台バスターミナル
- 安房白浜駅（自動車駅）
- 富里バスターミナル
- 関宿中央ターミナル
- 千葉大宮インター高速バスターミナル

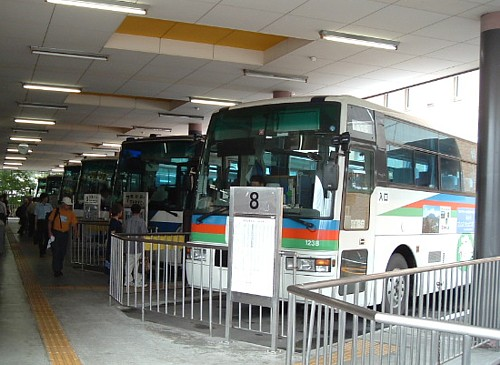
草津温泉駅（自動車駅）

- ふれあいターミナル（2017年10月廃止。八街駅南口に変更）

東京都
- 東京シティエアターミナル（T-CAT）☆
- 東京駅高速バスターミナル

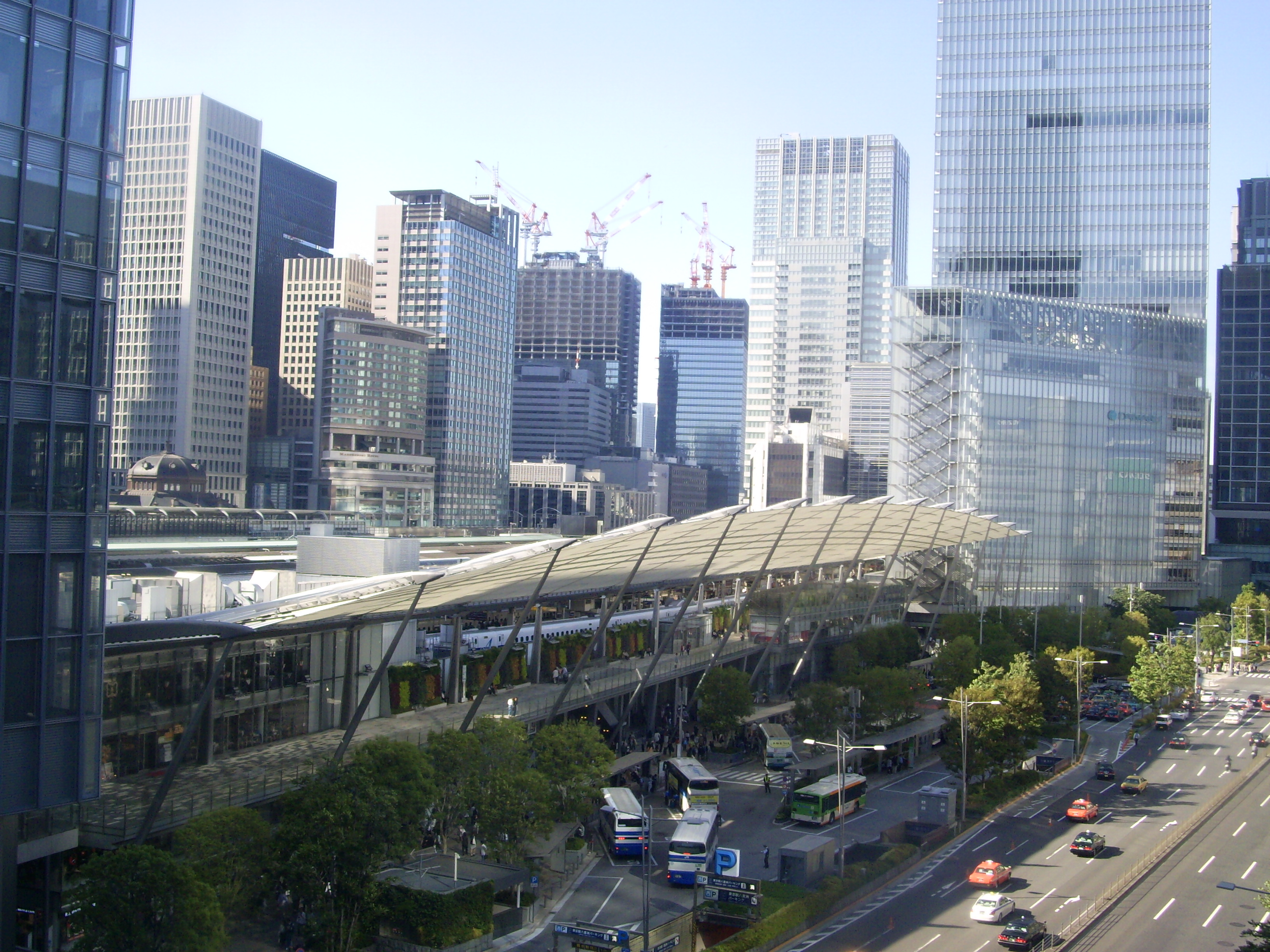
東京駅高速バスターミナル

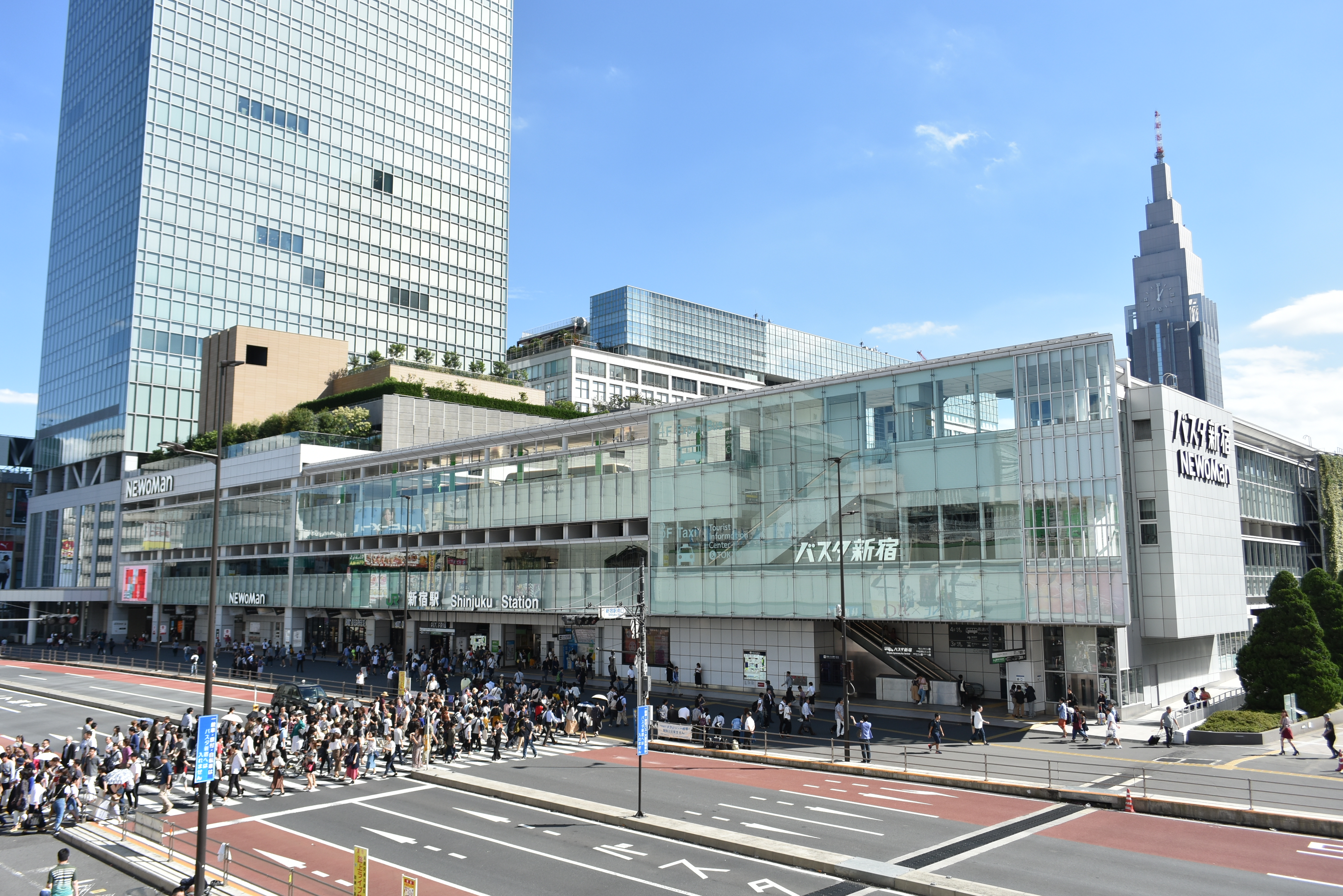
バスタ新宿

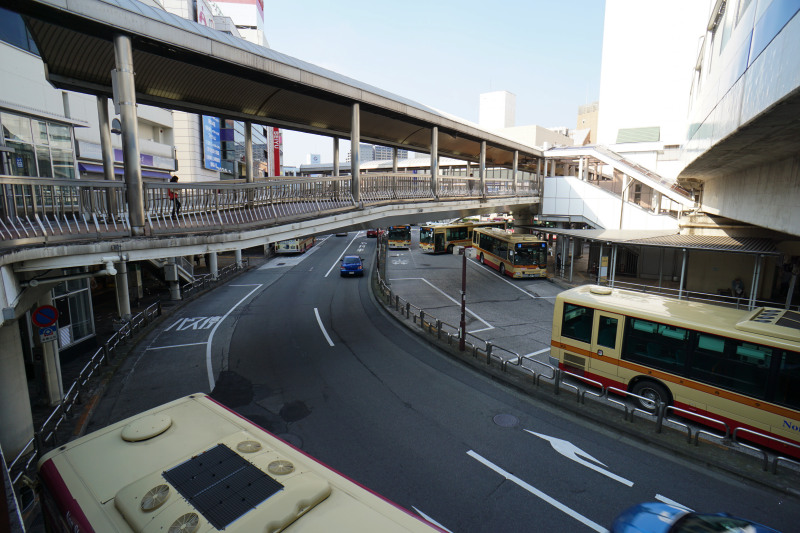
町田バスセンター

- 鉃鋼ビルバスターミナル（鉃鋼ビルディング南館1階）
- 東京駅鍛冶橋駐車場
- バスターミナル東京八重洲 ☆
- 渋谷マークシティ
- 新宿駅のバス乗り場
  - 新宿駅西口バスターミナル
  - バスタ新宿
    - 新宿高速バスターミナル（バスタ新宿3・4階）

  - 新宿高速バスターミナル（京王電鉄バス、MY新宿第2ビル1・2階、2016年廃止→バスタ新宿へ統合）☆
  - 新宿駅JR高速バスターミナル（2016年廃止→バスタ新宿へ統合）
  - WILLERバスターミナル新宿西口（2016年廃止→バスタ新宿へ統合）
  - 新宿南側バス駐車場（2016年廃止）
- 大崎駅西口バスターミナル☆
- サンシャインシティ☆
- 品川バスターミナル
- 羽田空港（第1・2・3旅客ターミナル）
- 町田バスセンター
  - 町田ターミナル
- 京王八王子高速バスターミナル（京王電鉄バス、2007年廃止）

神奈川県
- 横浜駅のバス乗り場

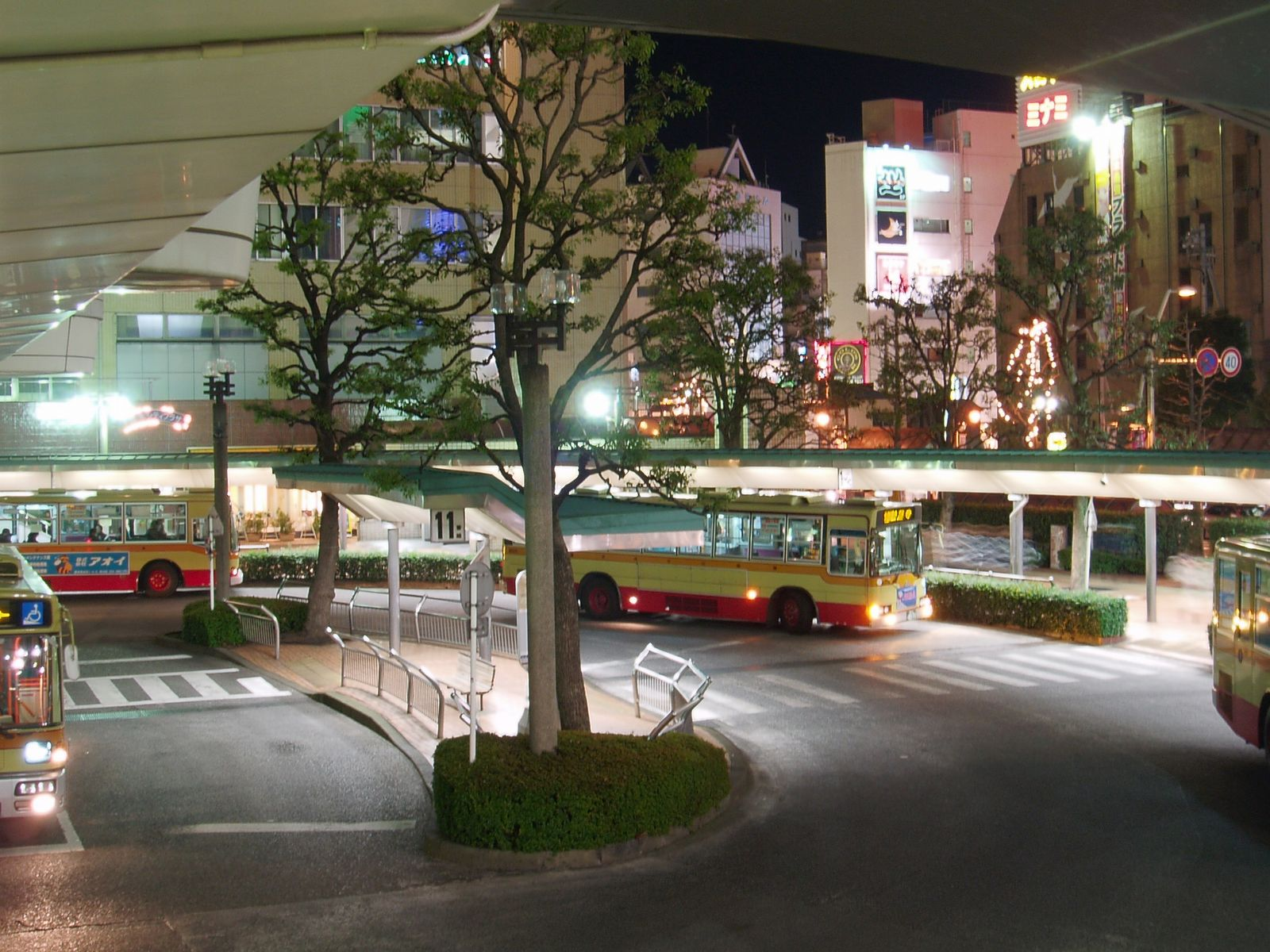
厚木バスセンター

  - 横浜駅東口バスターミナル（そごう横浜店1階）
  - 横浜駅西口バスターミナル
  - 横浜シティ・エア・ターミナル☆
- 戸塚バスセンター（神奈川中央交通）
- 浮島バスターミナル（川崎市交通局）
- 厚木バスセンター（神奈川中央交通）
- BUSTLE海老名
- 三ケ木バスターミナル（神奈川中央交通）
- 田名バスターミナル（神奈川中央交通）
- 愛川バスセンター[37]

### 中部地方
山梨県
- 甲府駅バスターミナル
- 旭日丘バスターミナル
- 富士急ハイランドバスターミナル

長野県
- 伊那バスターミナル
- 駒ヶ根バスターミナル
- 長野バスターミナル☆
- 松本バスターミナル
- 高遠駅（JRバス関東）
- 畳平バスターミナル

新潟県
- 万代シテイバスセンター
- 村松駅前バスターミナル（蒲原鉄道）

富山県
- 富山駅前バスターミナル

- 高岡駅バスターミナル
- 室堂ターミナル

石川県
- 金沢駅バスターミナル
- 道の駅輪島（輪島駅前）

福井県
- 丸岡バスターミナル
- 福井駅西口バス乗り場
  - 京福バスターミナル（2010年廃止）
- 織田バスターミナルセンター

静岡県
- 松崎バスターミナル（東海バス）
- 吉原中央駅バスターミナル（富士急静岡バス）

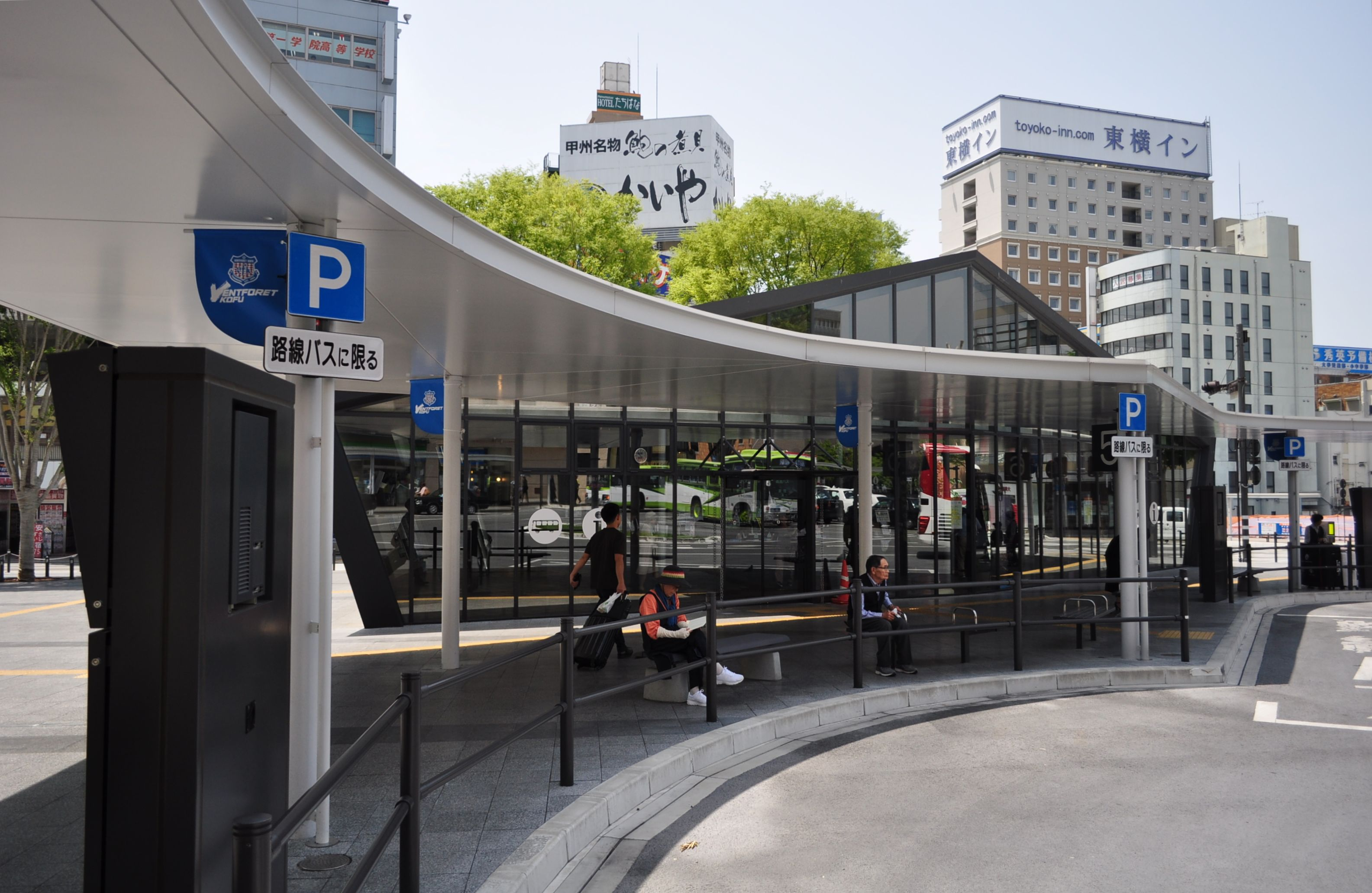
甲府駅バスターミナル

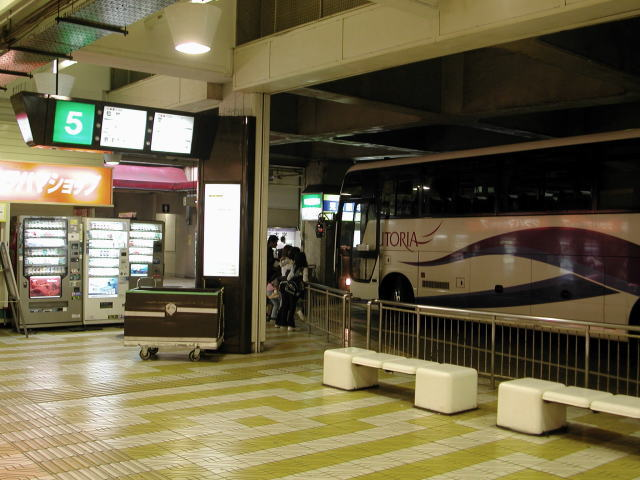
万代シテイバスセンター

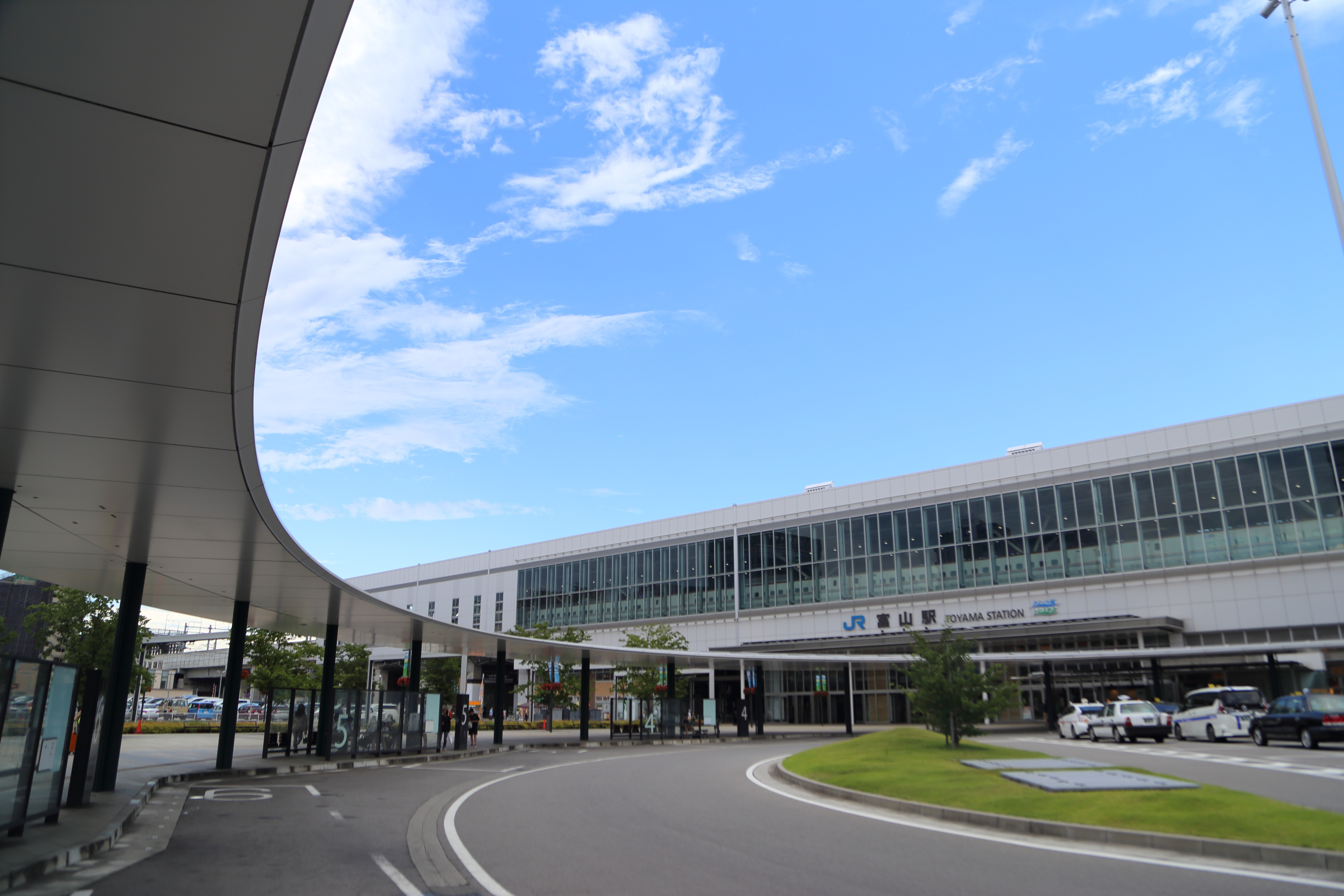
富山駅前バスターミナル

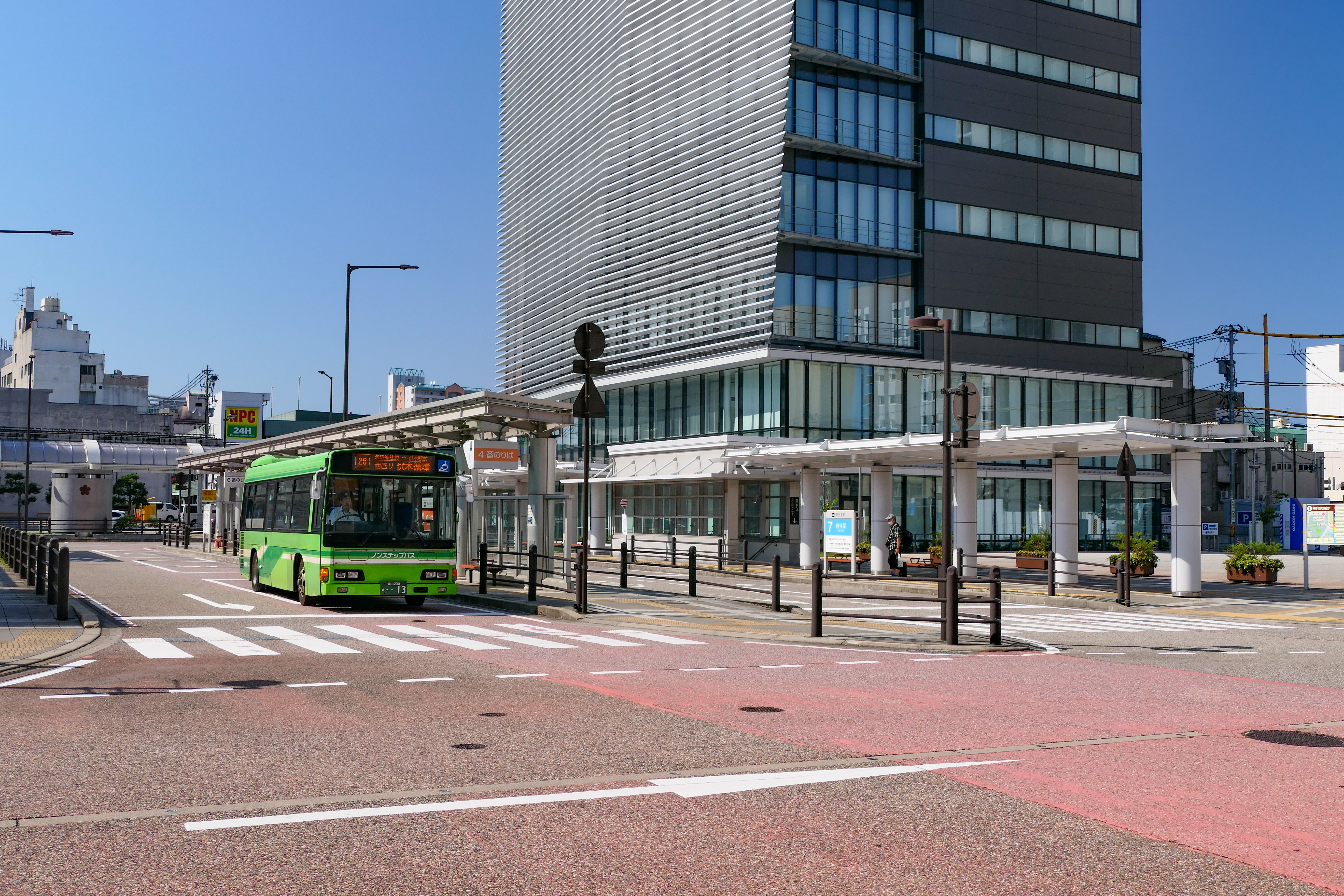
高岡駅バスターミナル

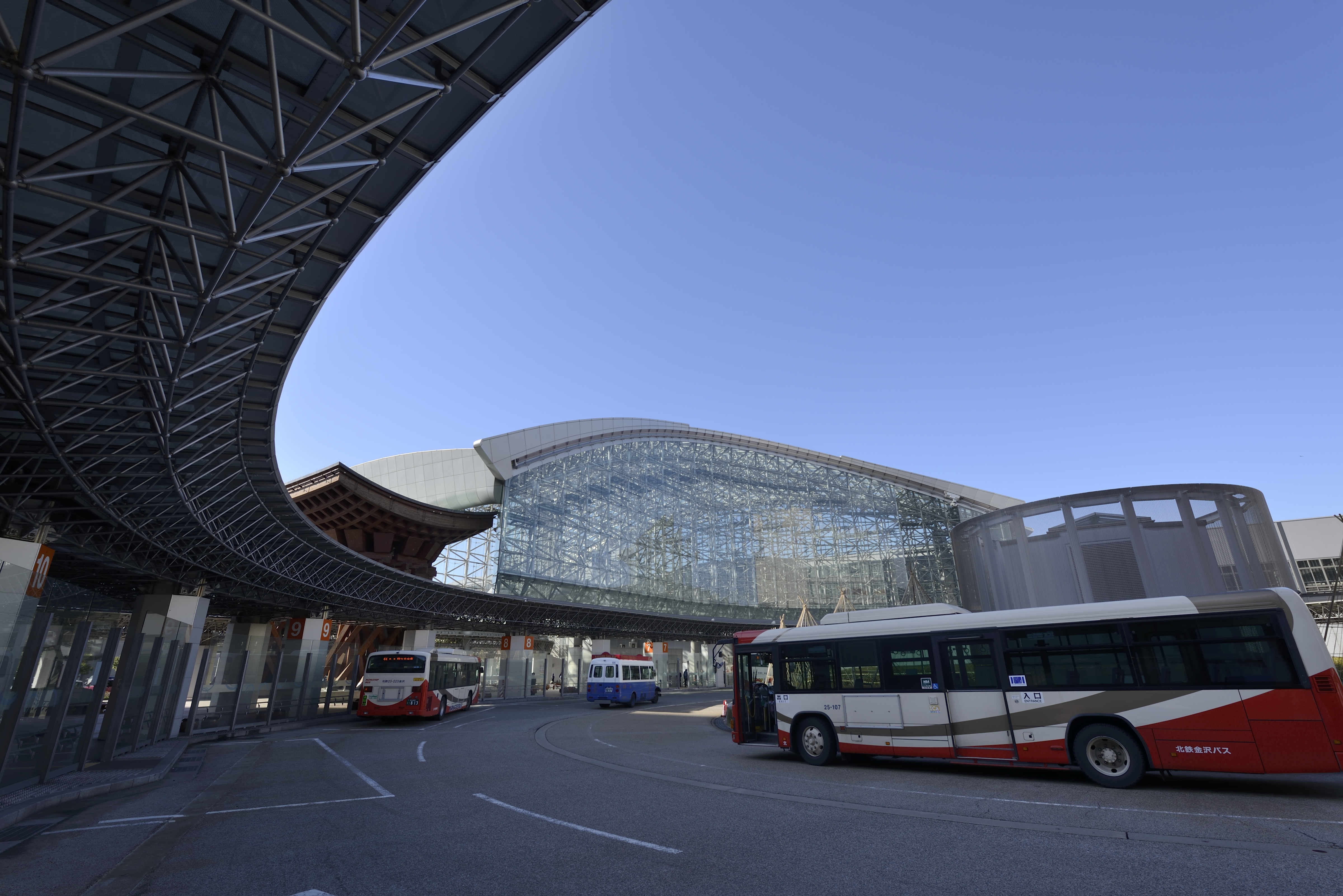
金沢駅バスターミナル

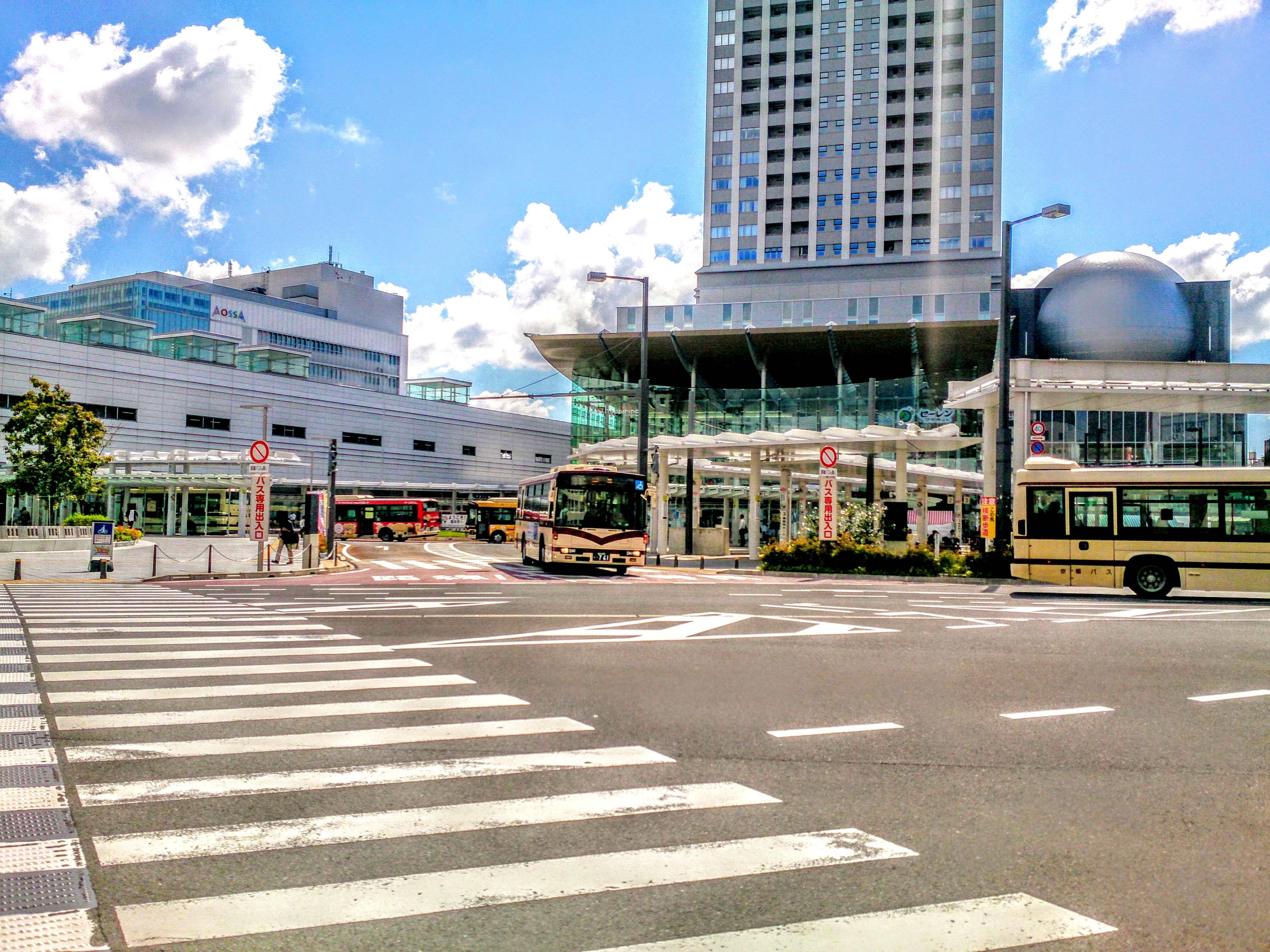
福井駅バスターミナル

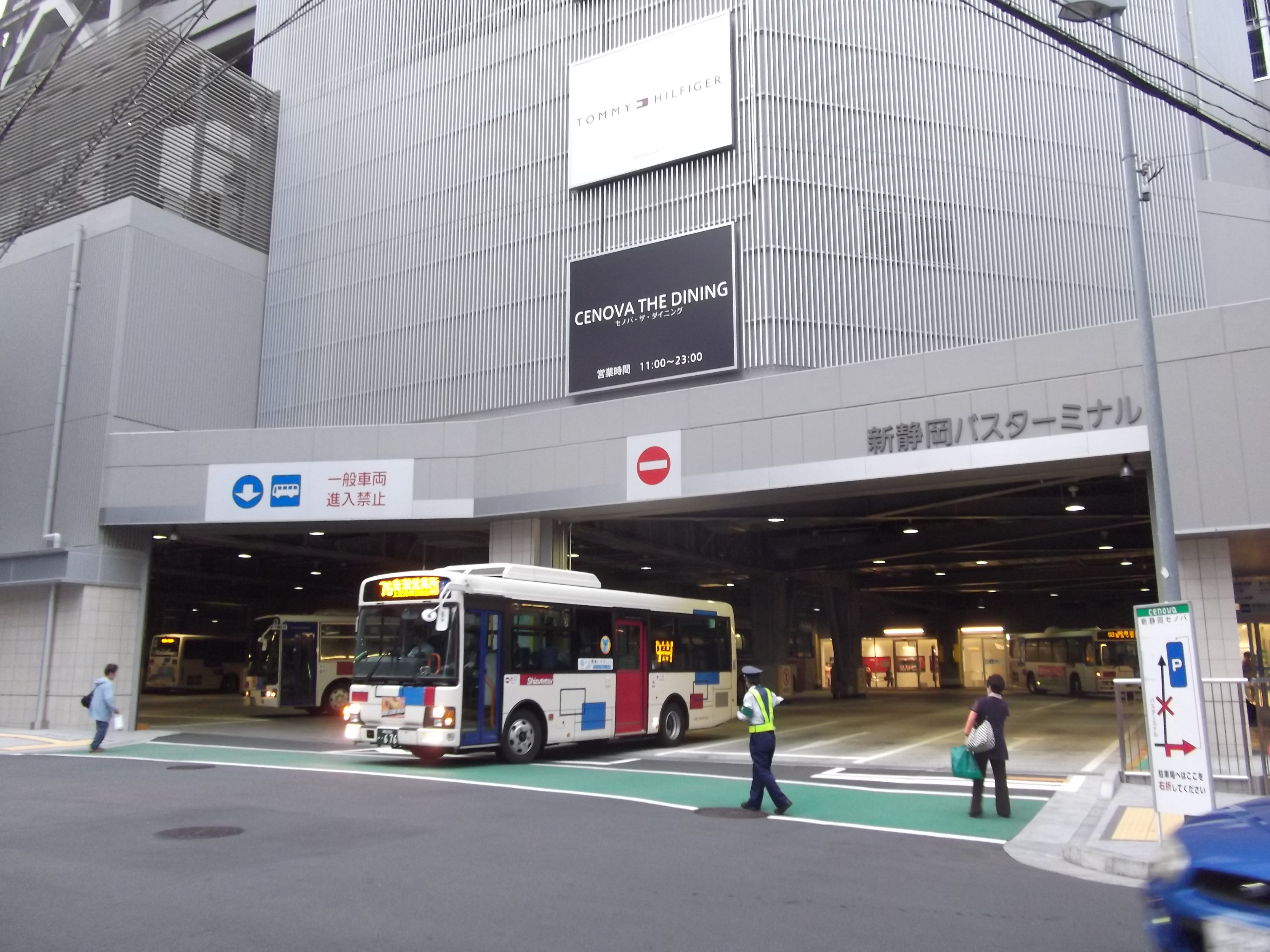
新静岡バスターミナル

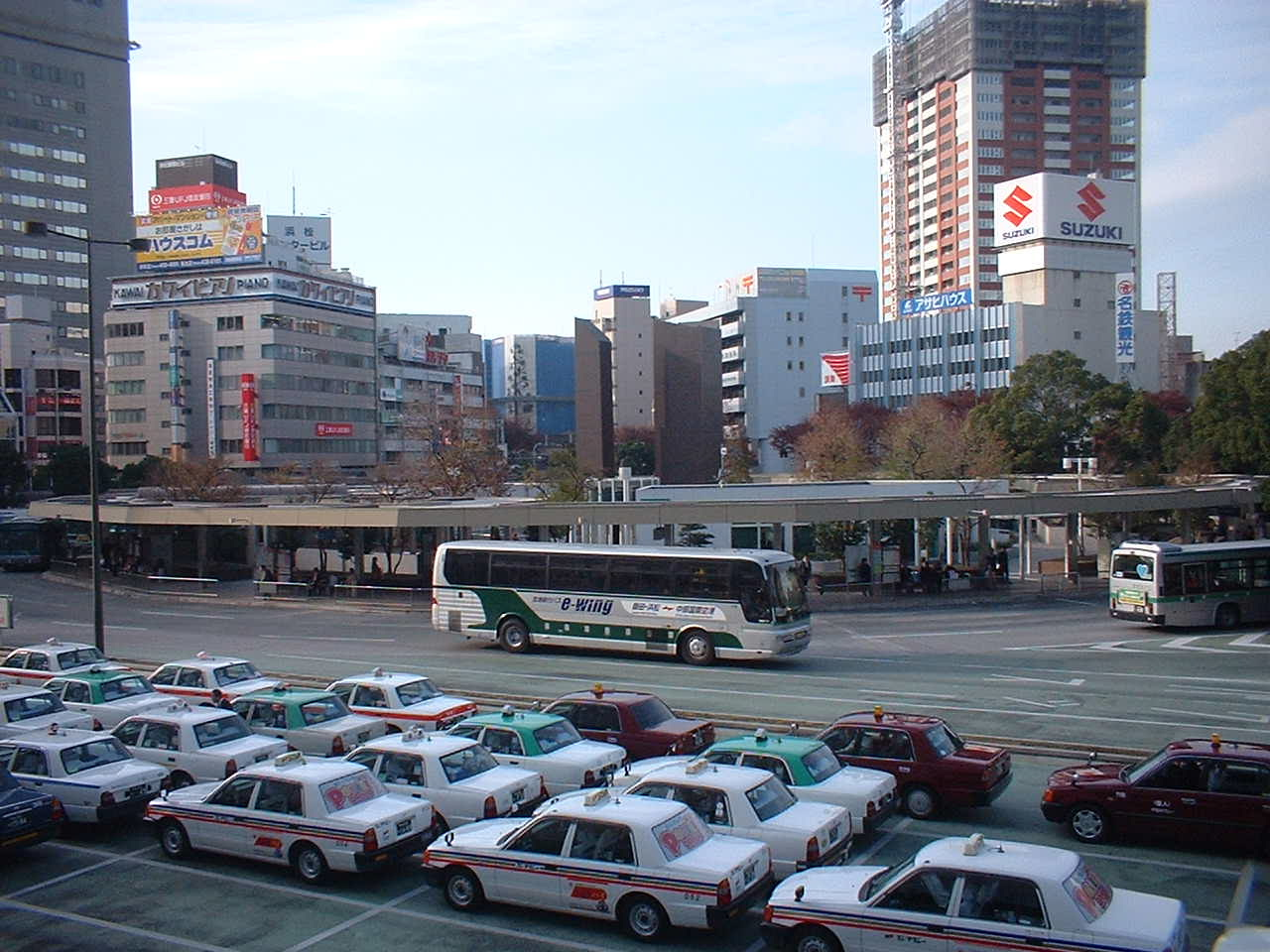
浜松駅バスターミナル

- 新静岡バスターミナル（静岡鉄道・しずてつジャストライン）☆
- 浜松駅バスターミナル

岐阜県
- 岐阜バスターミナル（名鉄岐阜駅隣接）

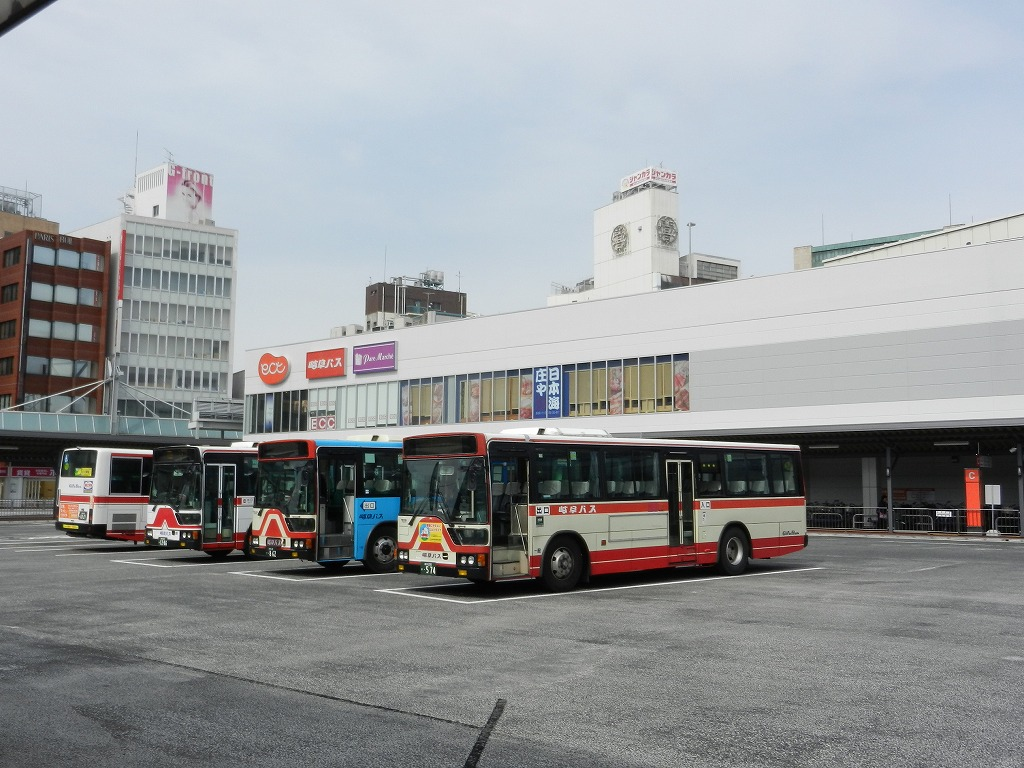
岐阜バスターミナル

- 名鉄岐阜のりば（名鉄岐阜駅西、国道157号沿い）
- JR岐阜駅バスターミナル（岐阜駅北口）
- 県庁バスターミナル（岐阜県庁前）
- 北方バスターミナル（本巣郡北方町庁舎・北東方向に隣接）
- みずほターミナル（瑞穂市）
- 大野バスセンター（揖斐郡大野町役場・西隣）
- 高山濃飛バスセンター
- 多治見駅前バスターミナル
- 畳平バスターミナル（乗鞍岳）
- 平湯バスターミナル（平湯温泉）
- 城下町プラザ（郡上市）
- 白川郷バスターミナル（大野郡白川村）
- 山県バスターミナル（山県市）

愛知県
- 名古屋駅のバス乗り場
  - 名鉄バスセンター☆
  - 栄バスターミナル☆
  - 名古屋駅バスターミナル☆

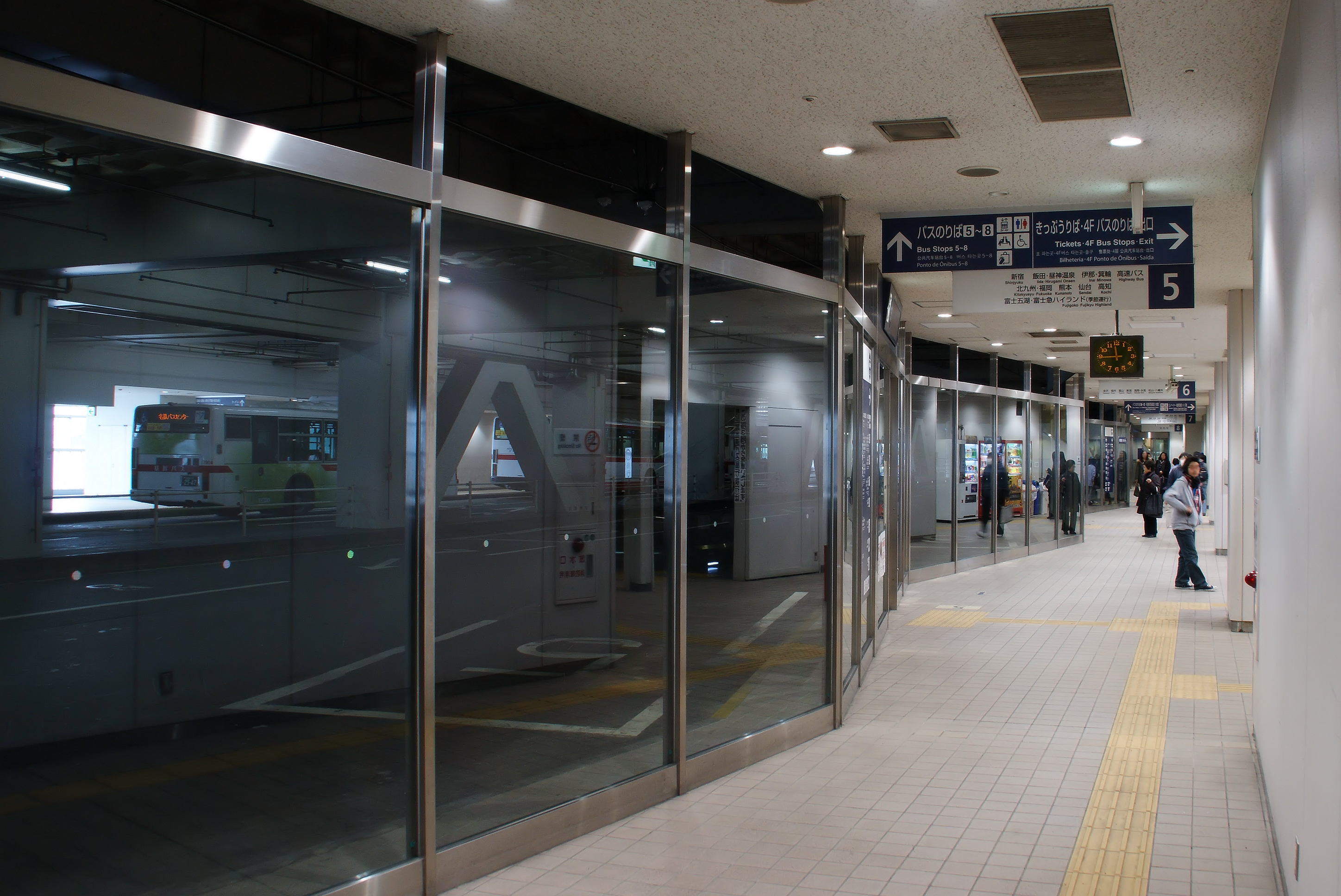
名鉄バスセンター

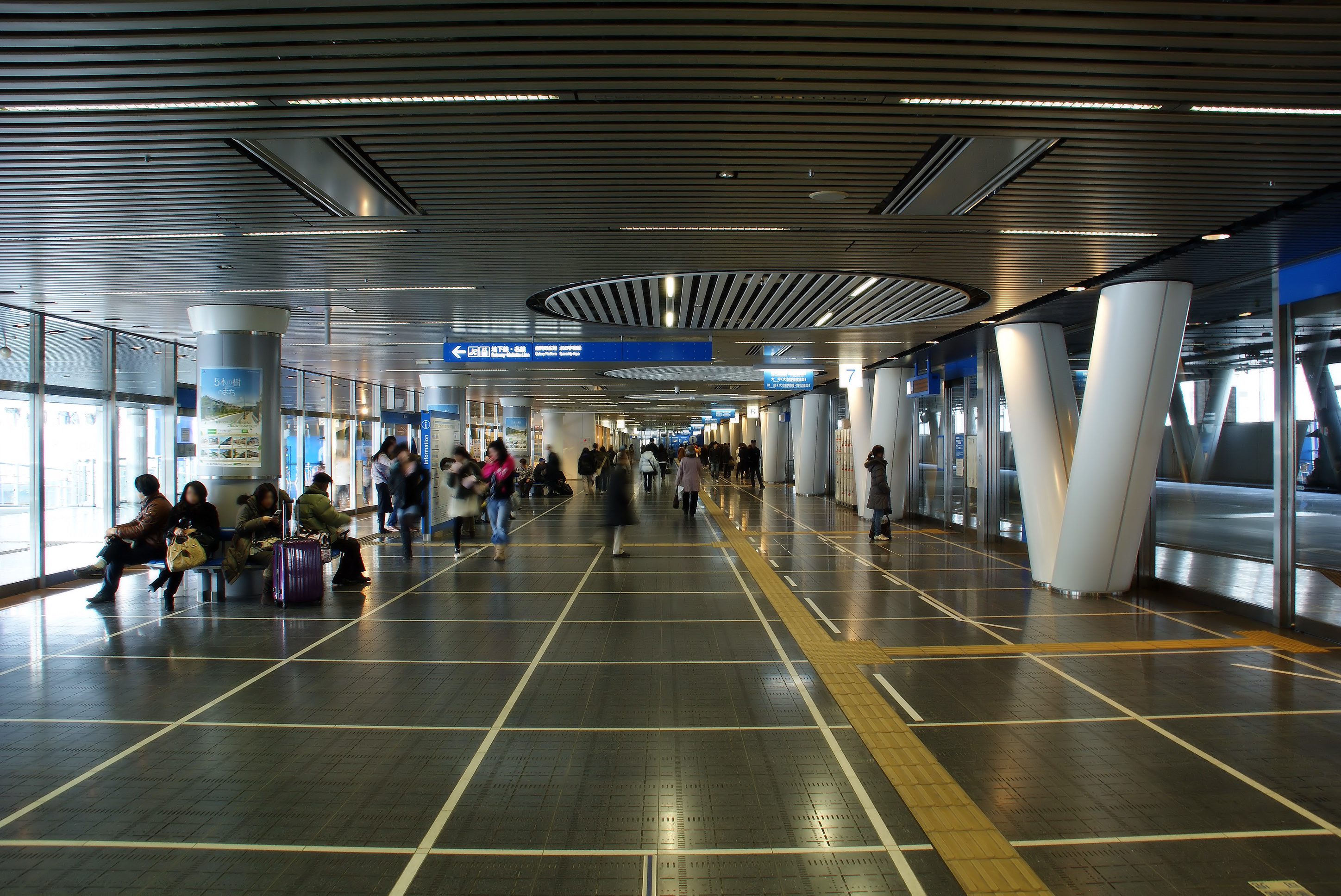
栄バスターミナル

    - 名古屋バスターミナル（2010年廃止）☆
- 新瑞橋バスターミナル
- 金山バスターミナル
- 引山バスターミナル
- 藤が丘バスターミナル
- 星ヶ丘バスターミナル
- 国府宮駅バスターミナル
- 中部国際空港バスのりば
- 名鉄一宮駅バスターミナル

### 近畿地方
三重県
- 関バスセンター
- 鳥羽バスセンター
- 磯部バスセンター

滋賀県
- 延暦寺バスセンター

奈良県
- 奈良公園バスターミナル
- 法隆寺バスセンター
- 五條バスセンター
- 忍海バスセンター
- 大淀バスセンター
- 十津川バスセンター

京都府
- 四条烏丸市バスセンター（京都市交通局）
- 三条京阪バスターミナル
- 北大路バスターミナル
- 洛西バスターミナル
- 醍醐バスターミナル

大阪府
- 大阪駅のバス乗り場

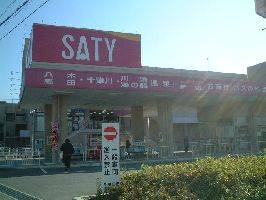
五條バスセンター

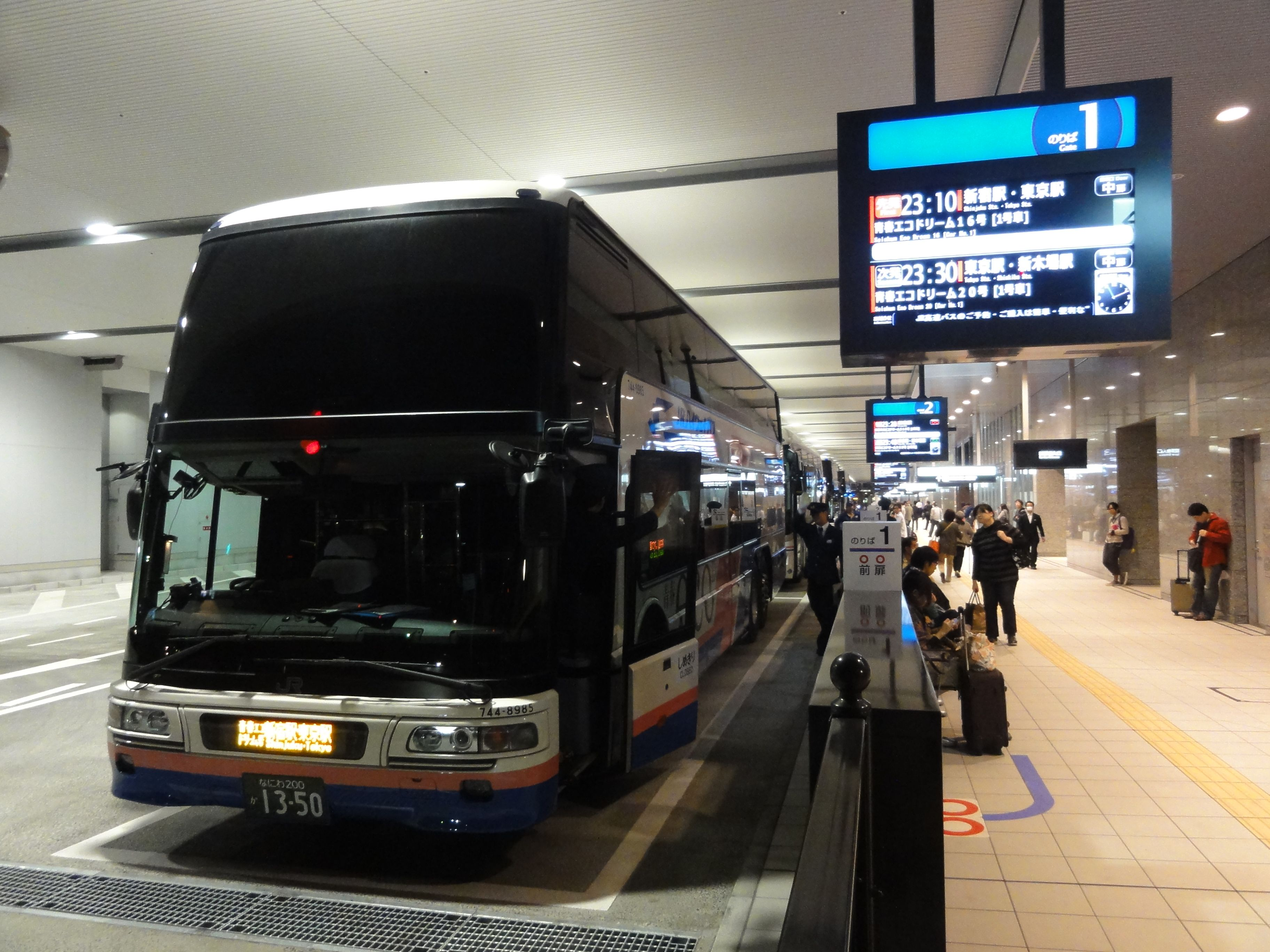
大阪駅JR高速バスターミナル

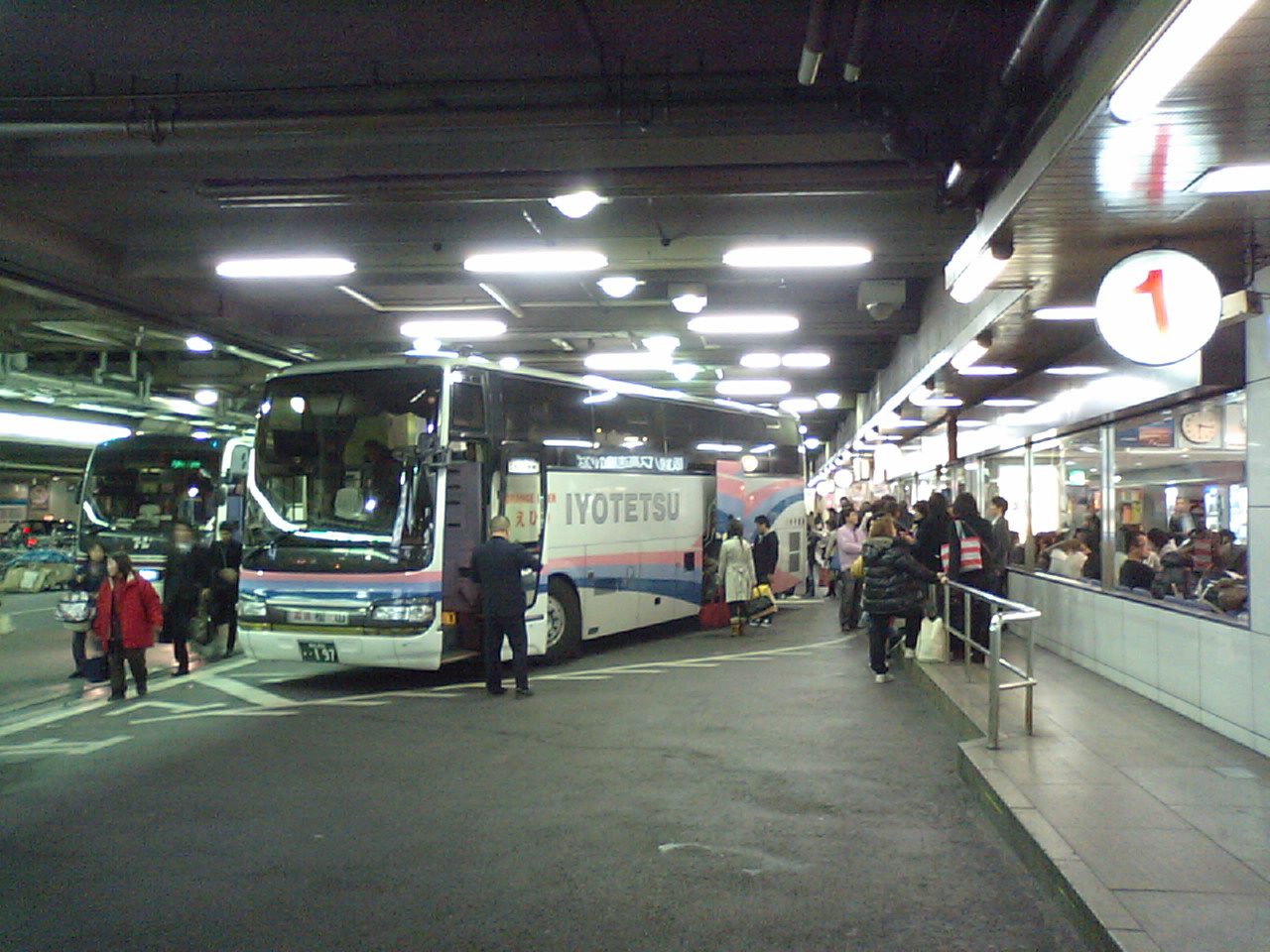
阪急三番街高速バスターミナル

  - ハービスOSAKAバスターミナル（阪神バス）
  - WILLERバスターミナル大阪梅田
  - ヨドバシ梅田タワー前バスターミナル（LINKS UMEDA1階）（桜交通）
  - プラザモータープール
  - 大阪駅JR高速バスターミナル
- 大阪シティエアターミナル 通称”OCAT”
  - 湊町バスターミナル（大阪シティエアターミナル2階）☆

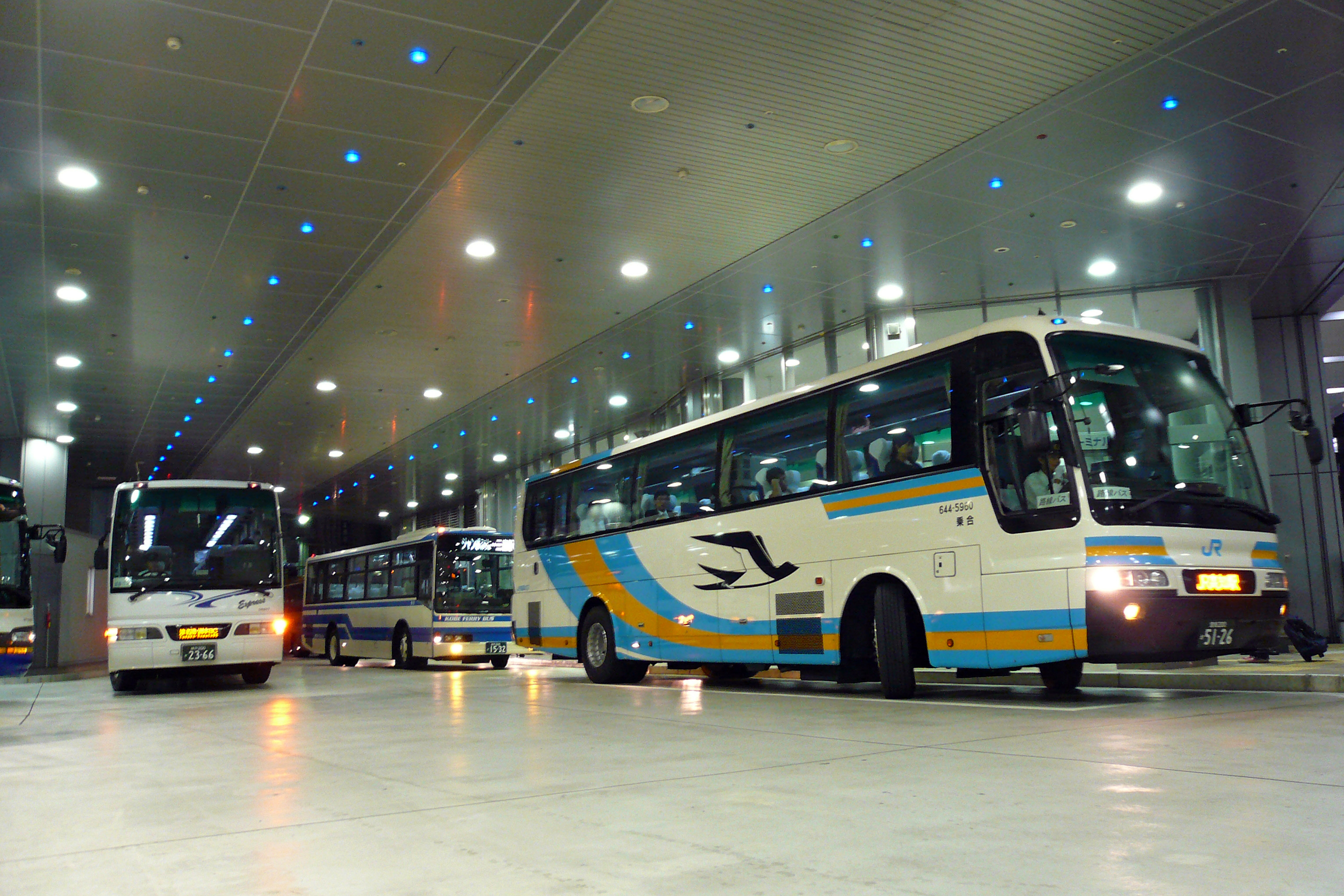
三宮バスターミナル

- なんば高速バスターミナル（南海バス）
- 阪急三番街高速バスターミナル（阪急バス）
- 阪急高速バス新大阪ターミナル
- 天王寺公園バス駐車場
- 近鉄上本町バスターミナル（近鉄バス）

兵庫県
- 三宮駅のバス乗り場
  - 三宮バスターミナル
  - 神姫バス神戸三宮バスターミナル
- 姫路駅前バスターミナル
- 洲本バスセンター
- 福良バスターミナル
- 東浦バスターミナル
- 陸の港西淡

和歌山県
- 白浜バスセンター

### 中国地方

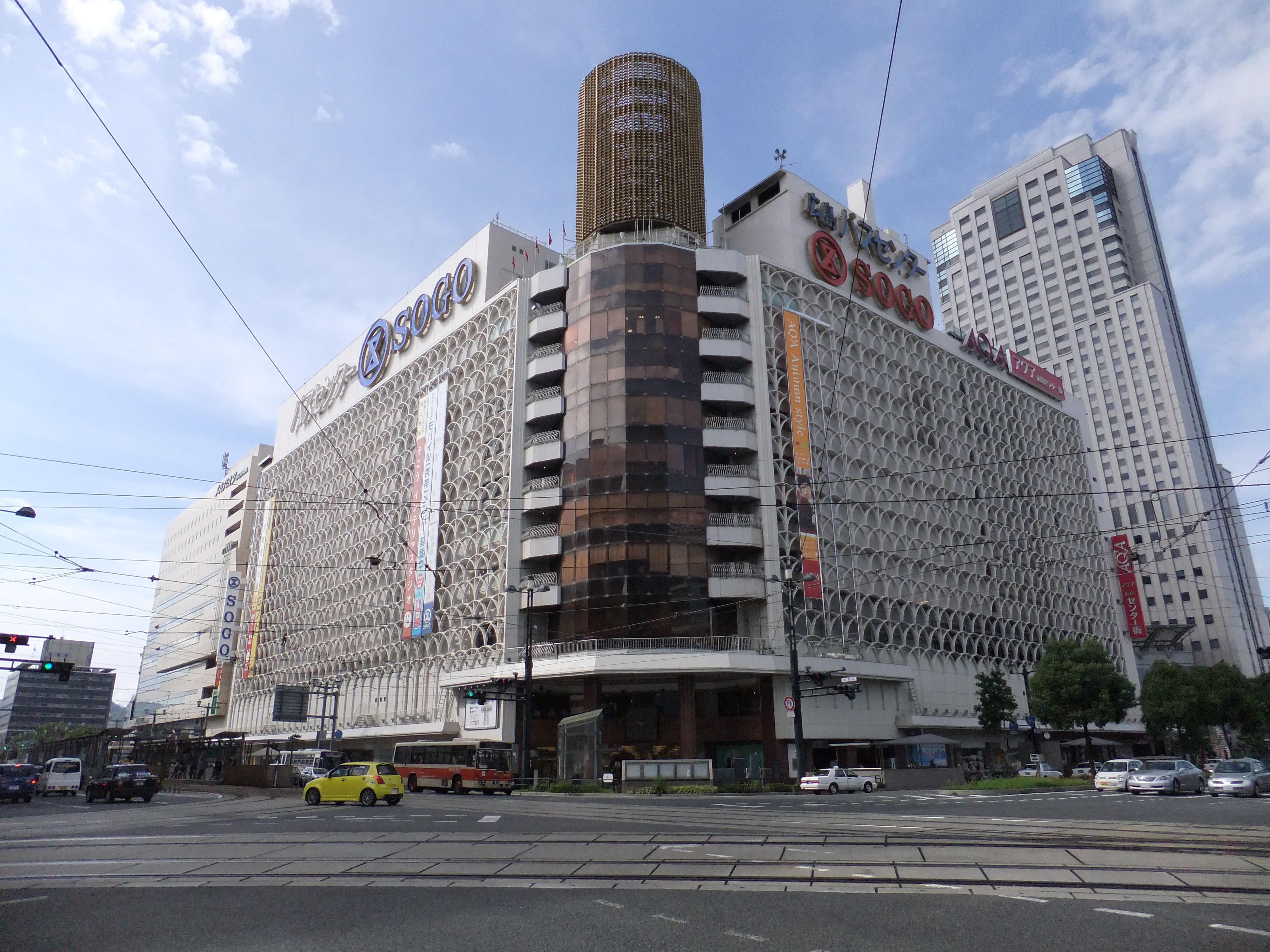
広島バスセンター
（そごう広島店・アクア広島センター街と合築した「広島センタービル」）

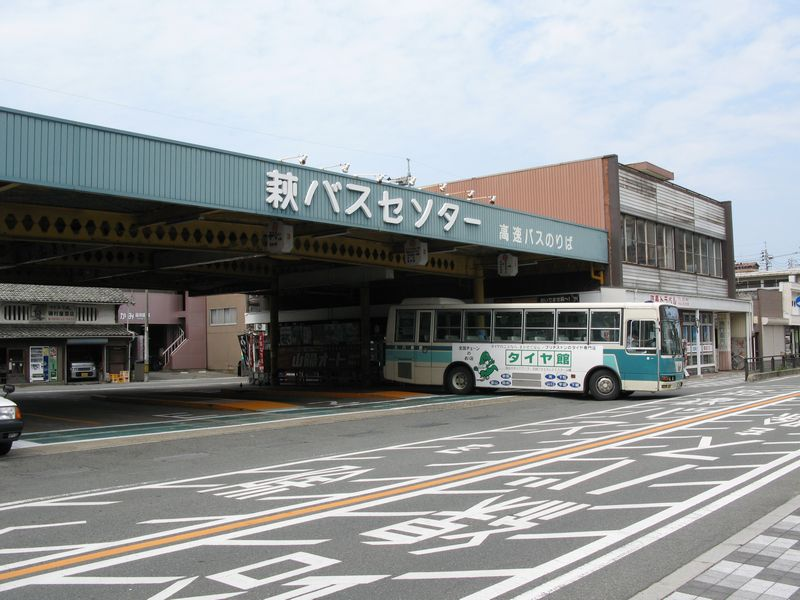
萩バスセンター

岡山県
- 天満屋バスステーション
- 表町バスセンター（宇野自動車）
- 岡山駅バスターミナル
- 杜の街グレースバスターミナル
- 西大寺バスセンター（両備バス）
- 高梁バスセンター
- 井原バスセンター

広島県
- 広島バスセンター☆
- 広島駅のバスのりば
- 大朝駅（自動車駅）
- 道の駅クロスロードみつぎ
- 高田インターバスセンター
- 千代田インターバスセンター
- 戸河内インターバスセンター

鳥取県
- 鳥取駅バスターミナル
- 倉吉バスセンター

島根県
- 道の駅邑南の里
- 道の駅シルクウェイにちはら

山口県
- 萩バスセンター
- 宇部中央バス停
- 秋芳洞観光センター☆

### 四国地方

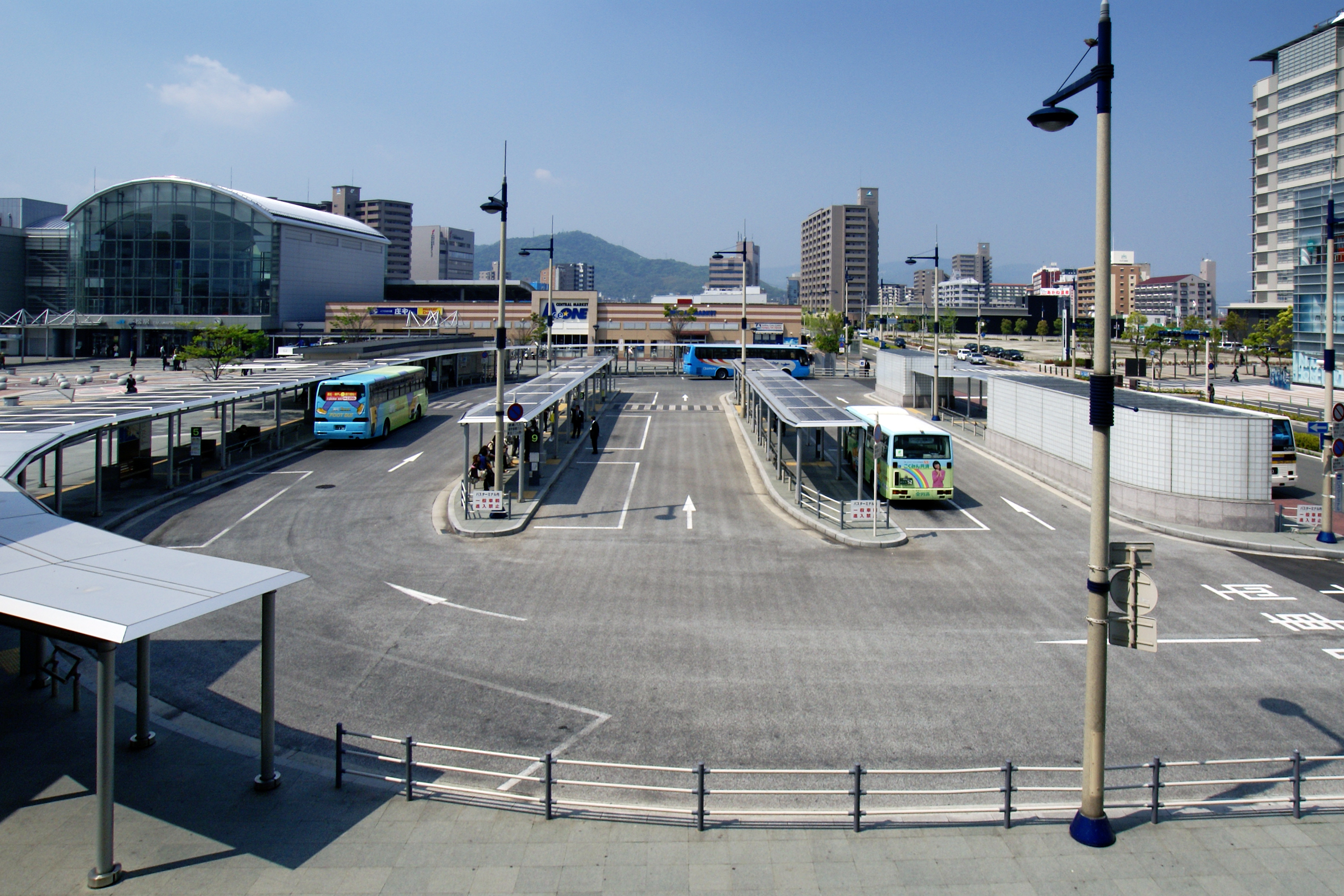
高松駅前バスターミナル

香川県
- 高松駅前バスターミナル
- 高松中央インターバスターミナル

徳島県
- 徳島とくとくターミナル（バスの駅）
- 阿波池田バスターミナル

高知県
- はりまや橋観光バスターミナル
- 高知駅バスターミナル

愛媛県
- 大街道バスターミナル
- 宇和島バスセンター(宇和島自動車)

### 九州・沖縄地方
福岡県
- 西鉄天神高速バスターミナル（西日本鉄道）
- 博多バスターミナル☆
- HEARTSバスステーション博多☆
- 藤崎バス乗継ターミナル☆
- 小倉駅バスセンター（西鉄バス北九州）
- 砂津バスセンター（西鉄バス北九州）
- 西鉄黒崎バスセンター（西鉄バス北九州）
- 飯塚バスターミナル（西鉄バス筑豊）

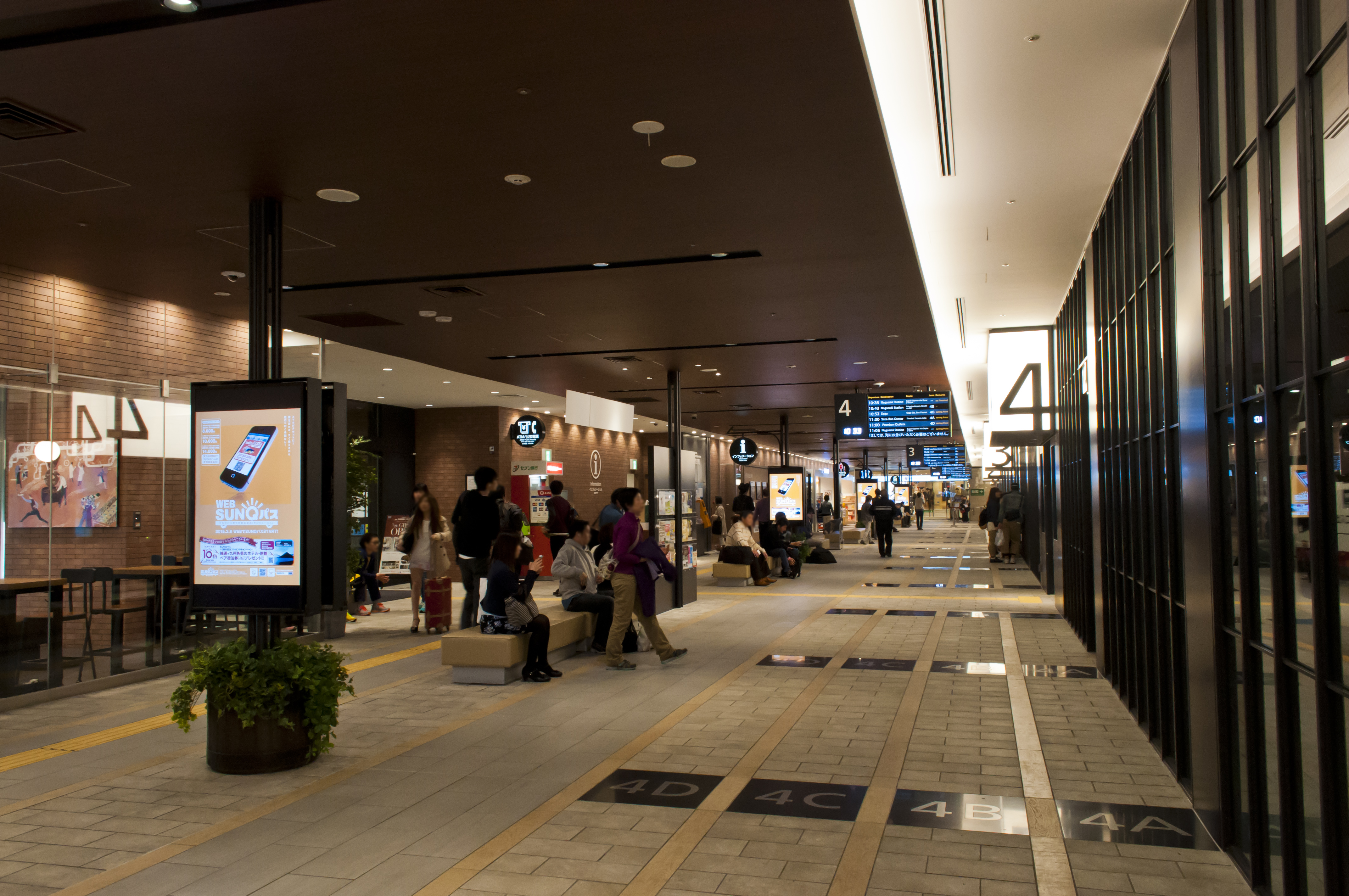
西鉄天神高速バスターミナル

- 直方バスセンター（西鉄バス筑豊、2015年廃止）
- 西鉄久留米バスセンター（西鉄バス久留米）
- 甘木バスセンター（西鉄バス二日市）

佐賀県
- 佐賀駅バスセンター
- 唐津大手口バスセンター（昭和自動車）
- 伊万里バスセンター（2009年廃止）
- 嬉野温泉バスセンター
- 鹿島バスセンター（祐徳自動車、2023年廃止予定）

長崎県
- 長崎駅前交通会館（長崎県営バス）
- 長崎新地ターミナル（長崎バス）
- ココウォーク茂里町（長崎バス）
- 佐世保バスセンター（西肥バス）
- 大村ターミナル（長崎県営バス）
- 諫早駅前ターミナル（長崎県営バス）
- 島鉄バスターミナル（島鉄バス）
- 佐々バスセンター（西肥バス）
- 川棚バスセンター（西肥バス）

熊本県

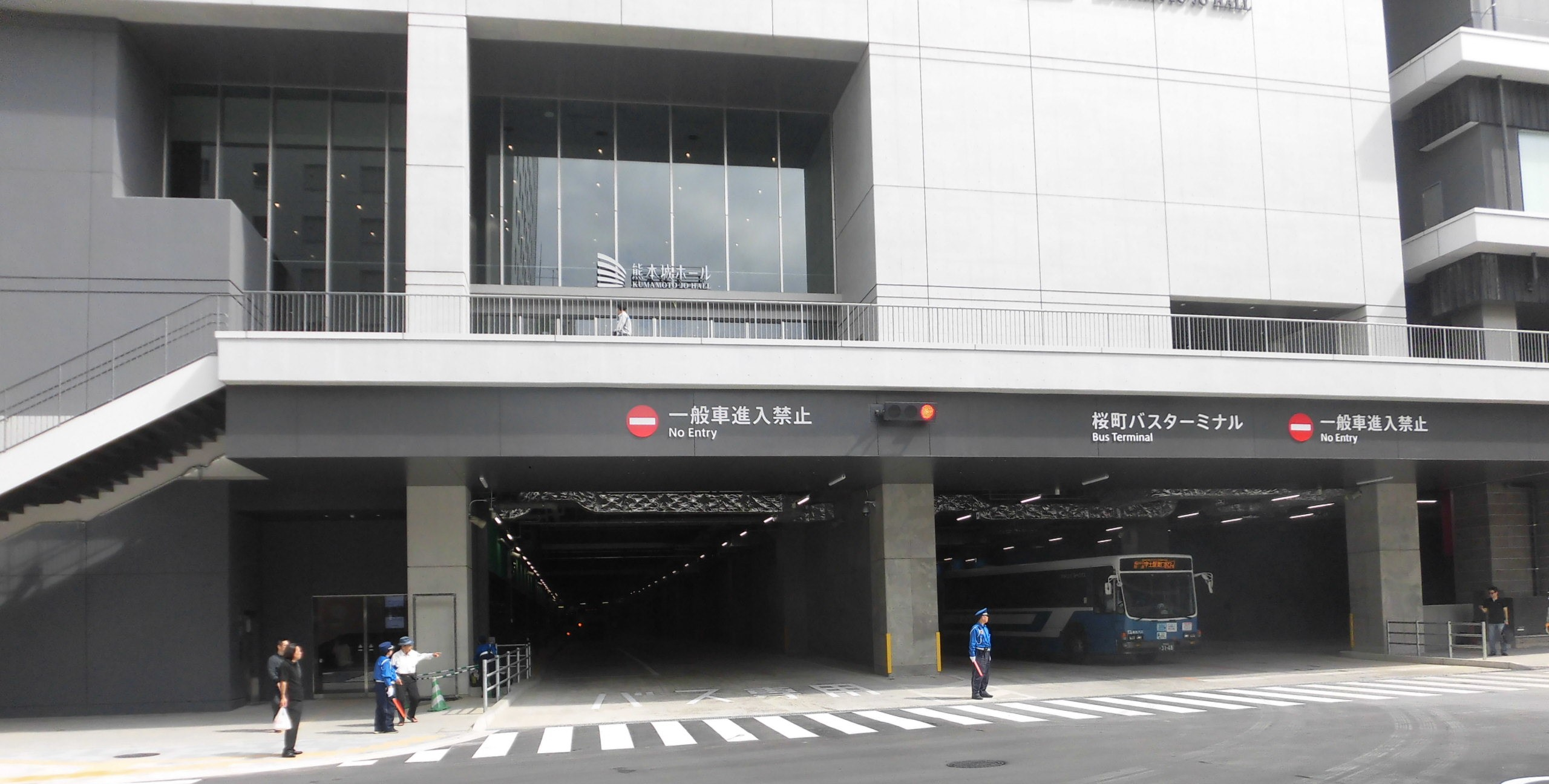
熊本桜町バスターミナル

- 熊本桜町バスターミナル（九州産交ランドマーク）☆
- 山鹿バスの駅（山鹿バスセンター、バスの駅）
- 本渡バスセンター（九州産交バス）

大分県
- 別府交通センター（大分交通・亀の井バス・国東観光バス）☆
- 北浜バスセンター（大分交通・亀の井バス・国東観光バス）
- 金池ターミナル（大分バス）

宮崎県
- 延岡駅前バスセンター（宮崎交通）
- 宮交シティバスセンター（宮崎交通）
- 小林バスセンター（宮崎交通）
- 西都バスセンター（宮崎交通）

鹿児島県

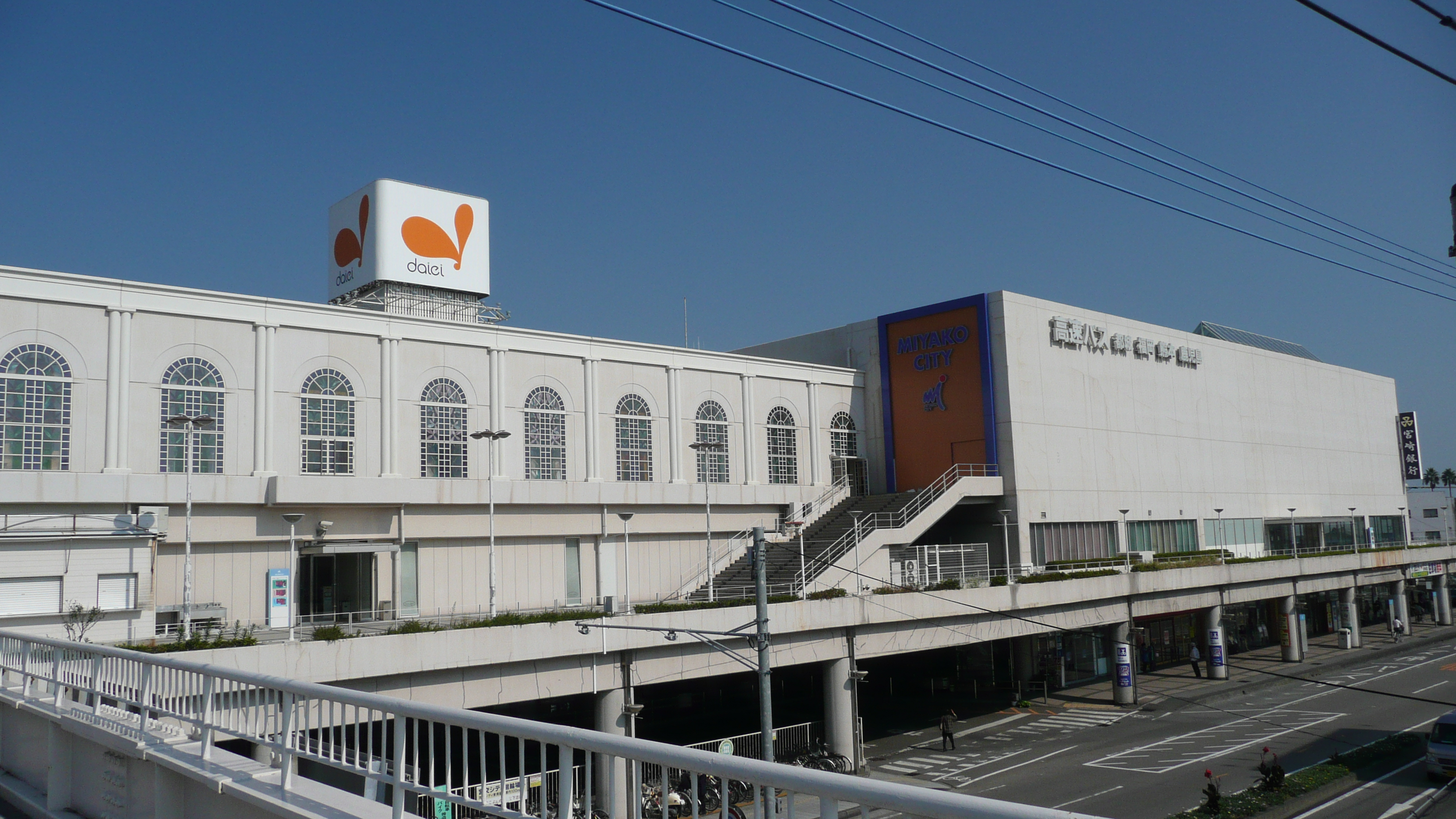
宮交シティ

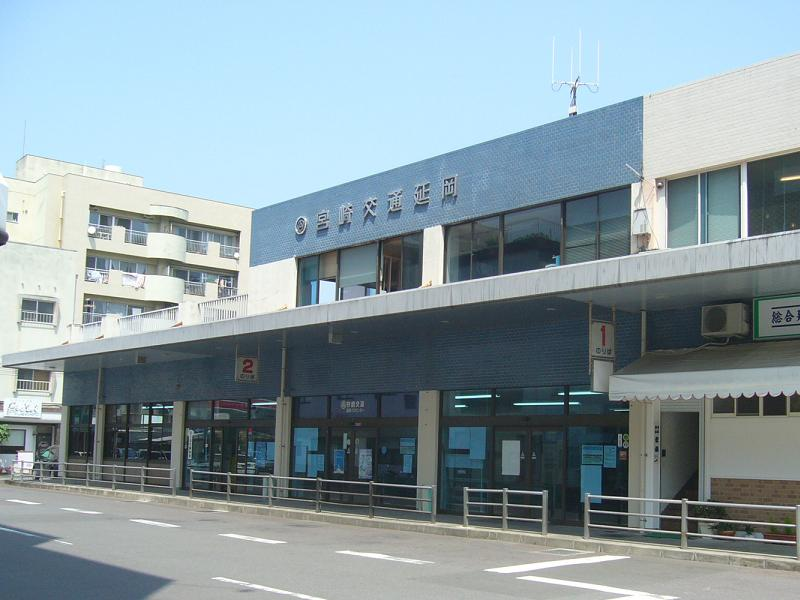
延岡駅前バスセンター

- 加世田バスターミナル（鹿児島交通、加世田駅跡地）

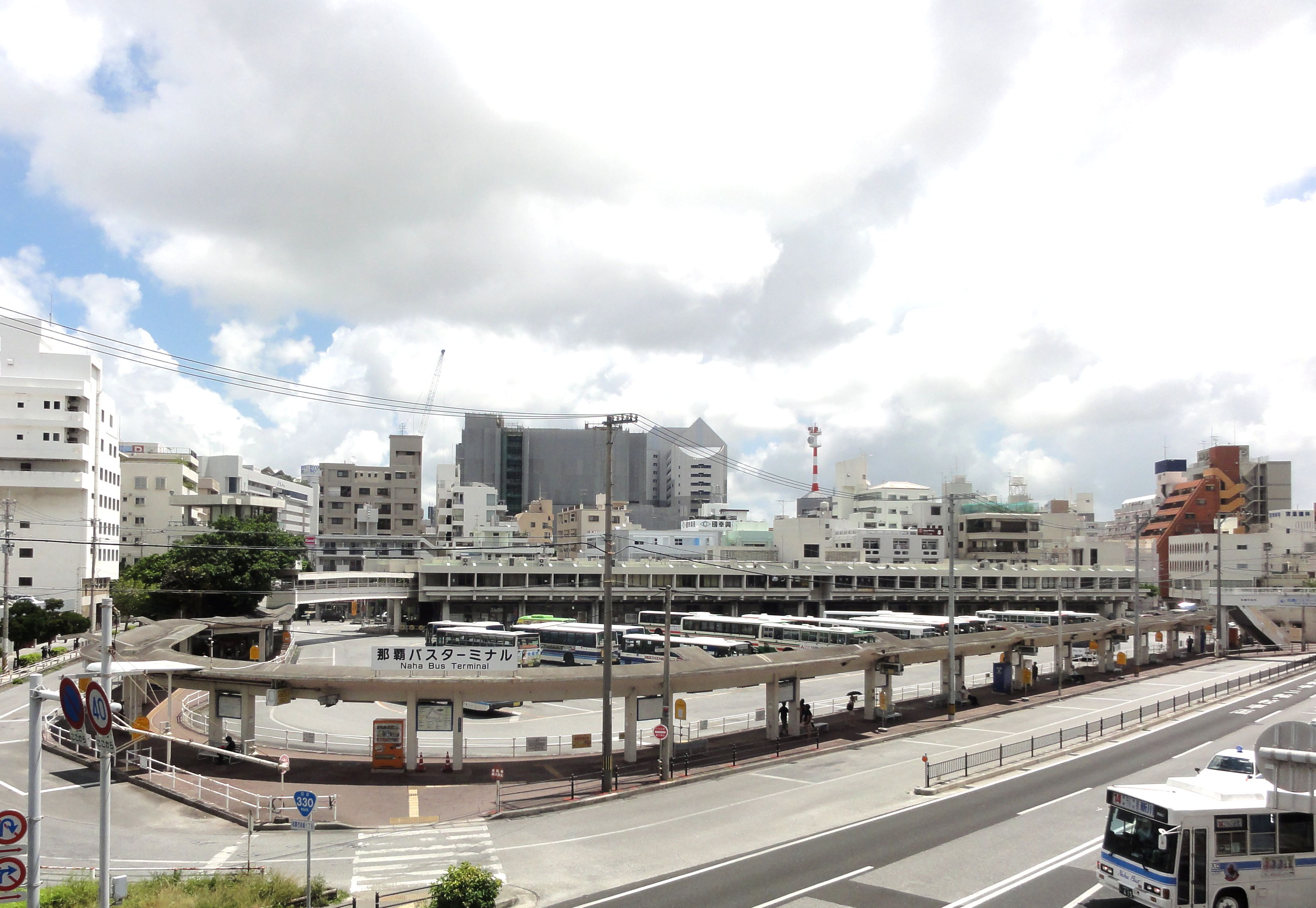
那覇バスターミナル

- 南国交通バスターミナル（南国交通）
- 出水バスセンター (南国交通)

沖縄県
- 那覇バスターミナル☆
- 辺土名バスターミナル
- 名護バスターミナル
- 読谷バスターミナル
- 屋慶名バスターミナル
- 具志川バスターミナル
- 糸満バスターミナル
- 南城市役所バスターミナル
- 百名バスターミナル
- 石垣バスターミナル

## 日本国外のバスターミナル一覧

### 韓国のバスターミナル一覧

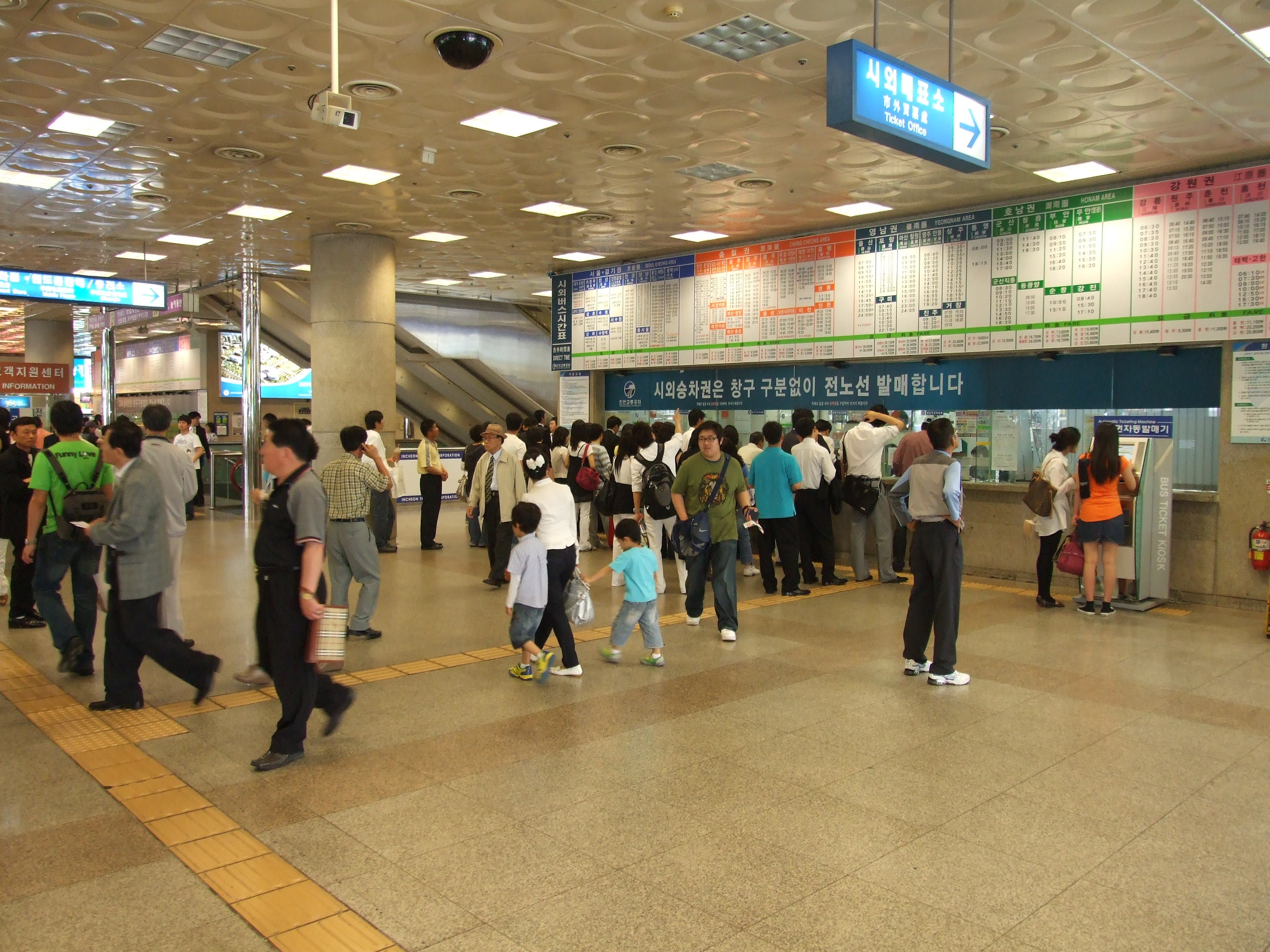
仁川バスターミナルの券売所

韓国は、鉄道網が発達している一方で、長距離バス網も発達しており、ソウルや釜山など大都市には、長距離バス（高速バス）の拠点となるバスターミナルが幾つも設置されている。

#### ソウル
- ソウル高速バスターミナル - 京釜線（釜山方面）、江原特別自治道方面
- セントラルシティーターミナル - 湖南線（全羅道方面）
- 東ソウルターミナル
- 南部ターミナル（ソウル南部市外バスターミナル）
- 上鳳ターミナル

#### 京畿道
- 高陽市
  - 高陽総合ターミナル
  - 花井ターミナル
- 光明市
  - 光明総合ターミナル
- 広州市 (京畿道)
  - 京畿廣州ターミナル
- 東豆川市
  - 東豆川市外バスターミナル
- 富川市
  - 富川ターミナル
- 城南市
  - 城南綜合バスターミナル
- 水原市
  - 水原綜合バスターミナル
  - 西水原市外バスターミナル
- 始興市
  - 始華綜合バスターミナル
- 安山市
  - 安山綜合バスターミナル
- 安城市 (京畿道)
  - 安城綜合バスターミナル
- 安養市
  - 安養駅市外バスターミナル
- 楊平郡
  - 楊平市外バスターミナル
- 驪州市
  - 驪州綜合バスターミナル
- 烏山市
  - 烏山市外バスターミナル
- 龍仁市
  - 龍仁公共バスターミナル
- 議政府市
  - 議政府市外バスターミナル
- 利川市
  - 利川綜合バスターミナル
- 平沢市
  - 平沢ターミナル
- 抱川市
  - 抱川市外バスターミナル
- 華城市
  - 朝岩ターミナル

#### 江原特別自治道
- 江陵市
  - 江陵高速バスターミナル
  - 江陵市外バスターミナル
- 高城郡
  - 杆城市外バスターミナル
- 東海市
  - 東海綜合バスターミナル
- 三陟市
  - 三陟市外バスターミナル
  - 三陟綜合バスターミナル
- 束草市
  - 束草高速バスターミナル
  - 束草市外バスターミナル
- 原州市
  - 原州高速バスターミナル
  - 原州市外バスターミナル
- 旌善郡
  - 旌善市外バスターミナル
- 春川市
  - 春川高速バスターミナル
  - 春川市外バスターミナル
- 太白市
  - 太白市バスターミナル
- 洪川郡
  - 洪川綜合バスターミナル
- 寧越郡
  - 寧越市外バスターミナル
- 襄陽郡
  - 襄陽市外バスターミナル

#### 釜山
- 釜山総合高速バスターミナル - 釜山東部慶南市外バスターミナルと同じであり、券売所が独立している。
- 釜山東部慶南市外バスターミナル
- 釜山西部バスターミナル

### その他
- 仁川バスターミナル
- 大田複合バスターミナル

### 台湾のバスターミナル一覧
台湾も、韓国と同様に高速バス網が発達しており、バス事業者同士や鉄道（台湾鉄路管理局）との競争が激しい。近年では高速鉄道の開通により、さらに競争が激化している。
公路客運（市外バス）・国道客運（高速バス）用のターミナルは轉運站（転運站）、轉運中心站（転運中心站）、客運站（客運站）、總站（総站）と呼ばれる。

#### 台北・新北
- 台北転運站（京站、Qスクエア） - 長距離路線が発着する。
- 国光客運台北車站 - 桃園国際空港、基隆、金山行き路線が発着する。
- 市府転運站
- 南港転運站西站（中国語版）
- 円山転運站（中国語版）
- 板橋客運站（中国語版）
- 松山転運站（中国語版）

#### 新竹
- 新竹転運站（中国語版）
- 香山転運站（中国語版）

#### 宜蘭
- 羅東転運站
- 宜蘭転運站
- 礁渓転運站

#### 台中
- 台中転運站- 各国道客運台中総站。
- 干城転運站
- 朝馬転運站

#### 嘉義
- 嘉義市先期交通転運中心
- 高鉄嘉義站
- 故宮南院（北站、南站）

#### 台南
- 兵工廠站（台南転運站）- 各国道客運台南総站。台南公園横にあり、台鉄台南駅とはかなり離れている。
- 平實転運站 - （台南市の玄関口）
- 新營総合転運站 -（台南市の最北部）
- 麻豆転運站 -（台南市の中部）
- 仁德転運站 - （台南市の東部）
- 開元転運站 - （台南市中心）
- 保安転運站 -（台南市の最南部）
- 北門站 - 和欣北門站・統聯北門站・国光台南站（台南駅北側、主に乗車用）
- 台南駅 - （和欣客運・乗車専用）

#### 高雄
- 国道客運高雄站（台鉄高雄駅前の建国二路沿いに分散）
  - 和欣高雄総站
  - 阿羅哈高雄総站
  - 統聯建国站
  - 高雄客運建国站

#### その他
台湾のその他の都市では、各バス会社が独自にバスターミナルを設置している。近年では、駅周辺の区画整理事業とともにバスターミナルを建設し、そこに集約する傾向にある。

### タイのバスターミナル一覧
タイでは鉄道網よりもバス網が広く発達している。

#### バンコク
- 東バスターミナル（エカマイ） - タイ東部方面
- 北バスターミナル（モーチット・マイ） - タイ北部・東北部方面
- 南バスターミナル（サーイタイ・マイ）- タイ南部方面

### ベトナムのバスターミナル一覧
ベトナムでは鉄道網よりもバス網が広く発達している。ベトナム語でバスターミナルのことを「Bến Xe（ベン・セー）」と言う。

#### ホーチミン市
- ベンタインバスターミナル（Bến Xe Bến Thành） - ベンタイン市場前。市内ローカルバスの中心ターミナル。カンボジア国境行きの便もある。
- チョロンバスターミナル（Bến Xe Chợ Lớn） - 中華街であるチョロン地区にある市内南西のターミナル。
- ミエンタイバスターミナル（Bến Xe Miền Tây） - ベトナム南部（メコンデルタ）方面への長距離バスを扱う。
- ミエンドンバスターミナル（Bến Xe Miền Đông） - ベトナム中部・北部方面への長距離バスを扱う。

#### ハノイ
- ザップバットバスターミナル（Bến Xe Giáp Bát） - ベトナム中部・南部方面への長距離バスを扱う。
- ザーラムバスターミナル（Bến Xe Gia Lâm） - ベトナム北部のうち西方面への長距離バスを扱う。
- ミーディンバスターミナル（Bến xe Mỹ Đình） - ベトナム北部のうち北・東方面への長距離バスを扱う。
- ルオンイエンバスターミナル（Bến xe Lương Yên） - ベトナム北部のうち西方面への長距離バスを扱う。

### スペインのバスターミナル一覧

モンクロアバスターミナル平面図

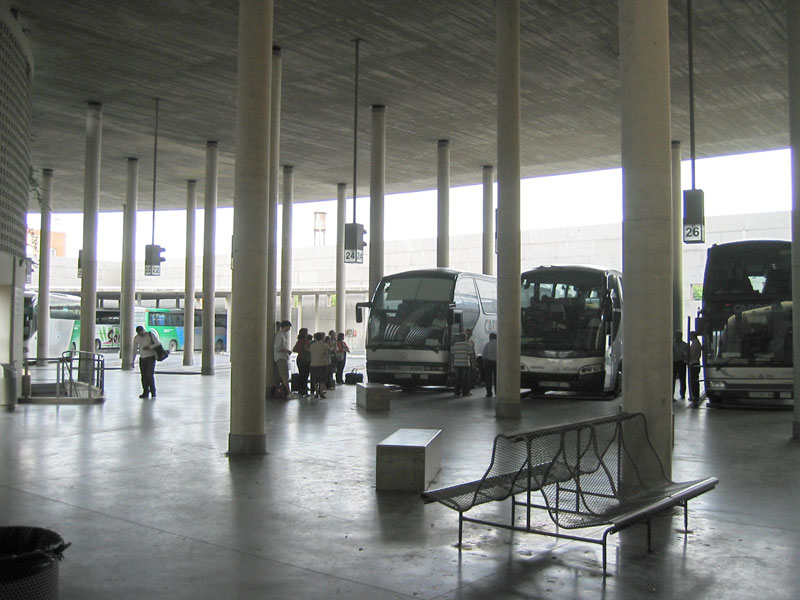
コルドババスターミナル

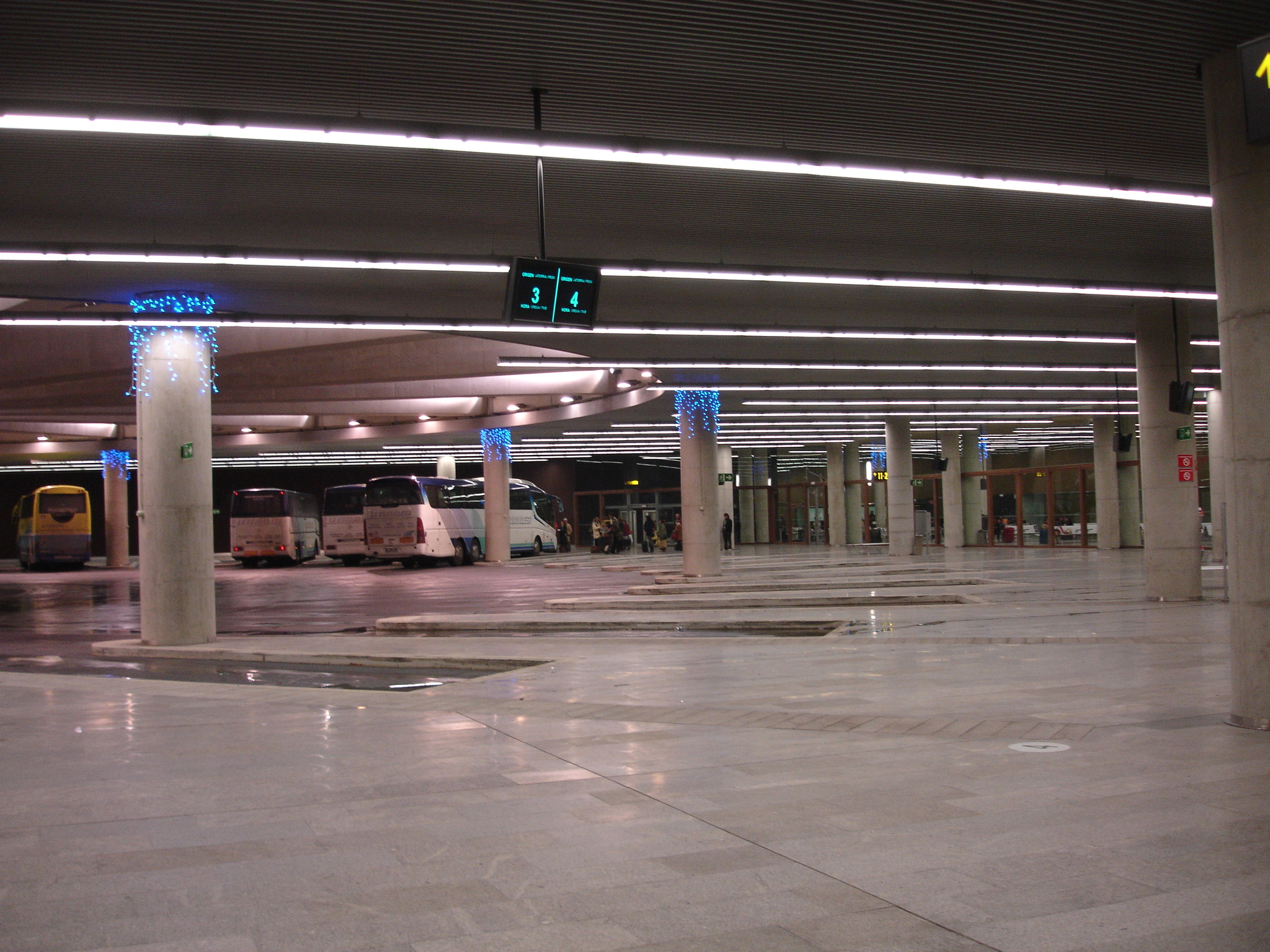
パンプローナバスターミナル

#### マドリード州・マドリード市
- ラ・ベロス社バス停（ラ・ベロス専用） - コンデ・デ・カサール
- ノルテバスターミナル (マドリード市)
- スールバスターミナル (マドリード市)
- アベニーダ・デ・アメリカ・ターミナル
- モンクロアバスターミナル

#### カタルーニャ州・バルセロナ市
- サンツバスターミナル
- 北バスターミナル (バルセロナ市)

#### エストレマドゥーラ州
- カセレスバスターミナル

#### アンダルシア州
- マラガバスターミナル
- コルドババスターミナル
- グラナダバスターミナル
- ロンダバスターミナル

#### ナバラ州
- パンプローナバスターミナル